# Maria Teresa d'Austria
Maria Teresa d'Asburgo (Vienna, 13 maggio 1717 – Vienna, 29 novembre 1780) è stata arciduchessa regnante d'Austria, regina apostolica d'Ungheria, regina regnante di Boemia e di Croazia e Slavonia, duchessa regnante di Parma e Piacenza, duchessa regnante di Milano e Mantova e inoltre granduchessa consorte di Toscana e imperatrice consorte del Sacro Romano Impero in quanto moglie di Francesco I, già duca di Lorena col nome di Francesco III Stefano.
In virtù della Prammatica Sanzione del 1713, emanata dal padre, l'imperatore Carlo VI, nel 1740 fu la prima (nonché unica) donna della Casa d'Austria a ereditare il governo dei vasti possedimenti della monarchia asburgica. L'eredità di Maria Teresa non fu riconosciuta da diversi stati tedeschi, che, spalleggiati dalla Francia e dalla Spagna, fecero precipitare l'Europa centrale in quella che fu nota come guerra di successione austriaca. Alla fine, grazie soprattutto alla fedeltà dimostratale dall'Ungheria, Maria Teresa uscì vittoriosa e venne riconosciuta come legittima sovrana dei suoi possedimenti ereditari, ma non poté essere eletta al soglio imperiale e si accontentò d'essere l'imperatrice consorte, facendo eleggere come imperatore il proprio marito. Ebbe quale proprio principale avversario negli scontri che interessarono il suo regno la figura di Federico il Grande, re di Prussia.
Insieme al marito fu fondatrice del casato degli Asburgo-Lorena, la dinastia che resse le sorti dei domini austriaci fino alla prima guerra mondiale. Fu madre degli imperatori Giuseppe II e Leopoldo II, nonché di Maria Antonietta, regina di Francia, e Maria Carolina, regina di Napoli e Sicilia.
Il suo governo personale è ricordato come un periodo ricco di riforme economiche e sociali, nonché di grande sviluppo culturale in tutto l'impero. Maria Teresa seppe avvalersi di consiglieri di grande spessore dell'epoca dell'illuminismo come Wenzel Anton von Kaunitz-Rietberg, Friedrich Wilhelm von Haugwitz e Gerard van Swieten. Promosse largamente il commercio e lo sviluppo delle moderne tecniche di agricoltura, riorganizzò l'esercito imperiale e rafforzò il prestigio internazionale dell'Austria. Si mostrò invece tradizionalista nella politica religiosa, espellendo dalle sue terre ebrei e protestanti, avocando a sé il principio della chiesa di Stato e rifiutandosi di riconoscere il pluralismo religioso, motivo per cui alcuni contemporanei la criticarono.

## Biografia

### Infanzia e problemi di successione

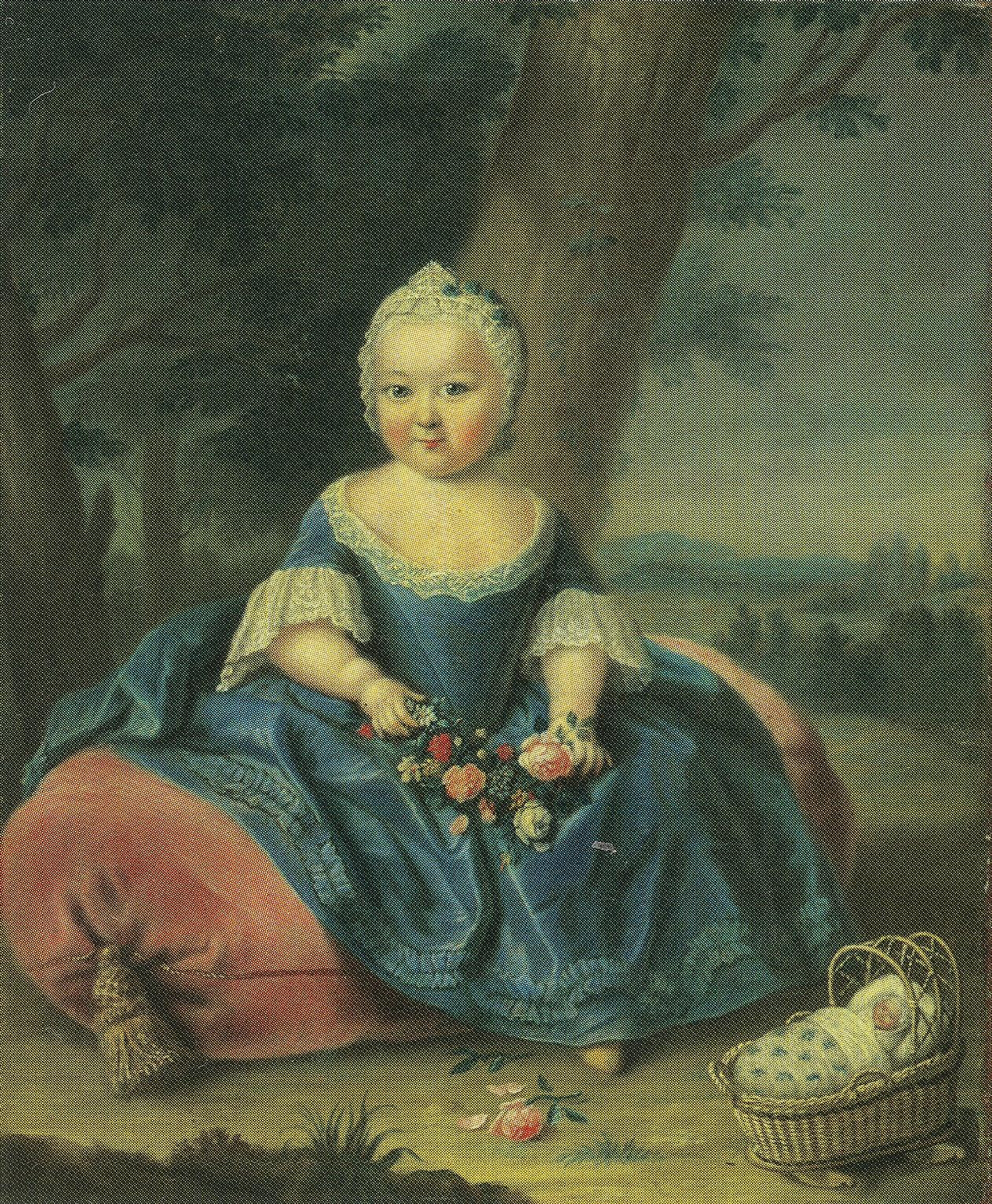
Artista anonimo, Maria Teresa a tre anni nel giardino del palazzo di Hofburg, olio su tela, 1720-1721, Palazzo di Schönbrunn, Vienna

Nata nella mattina del 13 maggio 1717, secondogenita e figlia maggiore superstite dell'imperatore Carlo VI d'Asburgo e della moglie Elisabetta Cristina di Brunswick-Wolfenbüttel, fu battezzata la sera stessa avendo come madrine la zia Guglielmina Amalia di Brunswick-Lüneburg e la nonna Eleonora Maddalena del Palatinato-Neuburg.
Nel corso del battesimo, Maria Teresa fu portata davanti alle sue cugine, Maria Giuseppa d'Austria e Maria Amalia, le figlie dell'imperatore, ormai defunto, Giuseppe I. Questo fu il primo segnale che il padre non avrebbe seguito il patto di successione e che avrebbe anteposto sua figlia alle figlie del fratello, Giuseppe I.
Infatti, l'imperatore Carlo VI, come se avesse il presagio della mancanza di eredi maschi che potessero continuare la dinastia secondo la legge salica, già nel 1713, aveva emanato la Prammatica Sanzione mediante la quale diseredava le figlie del fratello Giuseppe e nominava quale erede le proprie figlie.
In ogni caso, la Prammatica Sanzione fu accettata dalle altre potenze europee solo dopo difficili negoziati che obbligarono l'imperatore ad accettare alcune condizioni: infatti, la Gran Bretagna pretese come contropartita all'accettazione lo smantellamento della Compagnia di Ostenda mentre Spagna e Francia richiesero alcune contropartite in Italia. Dunque, la Prammatica Sanzione fu accettata solo da alcuni Stati, la Gran Bretagna, la Francia, la Spagna, la Sassonia, la Polonia, la Repubblica delle Sette Province Unite, lo Stato Pontificio, la Russia e la Danimarca, la Prussia e la Baviera. In realtà, al momento opportuno, Francia, Spagna, Sassonia, Baviera e Polonia avrebbero rinnegato il riconoscimento.
Maria Teresa aveva delle parentele molto influenti tra i monarchi europei che le derivavano innanzitutto dall'essere una Asburgo, figlia del sacro romano imperatore, e da una politica matrimoniale accorta tra i suoi parenti prossimi. Tramite la sorella di sua madre che aveva sposato l'erede al trono russo Aleksej Petrovič Romanov, Maria Teresa era infatti cugina di primo grado dello zar Pietro II di Russia nonché del duca tedesco Ferdinando Alberto II di Brunswick-Lüneburg. Altri suoi cugini furono Carlo Alberto di Baviera (per breve tempo imperatore in contesa con la stessa Maria Teresa), Giuseppe I e Pietro III del Portogallo. Sua cugina Maria Giuseppa d'Austria, fu regina consorte di Polonia (in quanto moglie di Augusto III) ed elettrice consorte di Sassonia.

### Gioventù

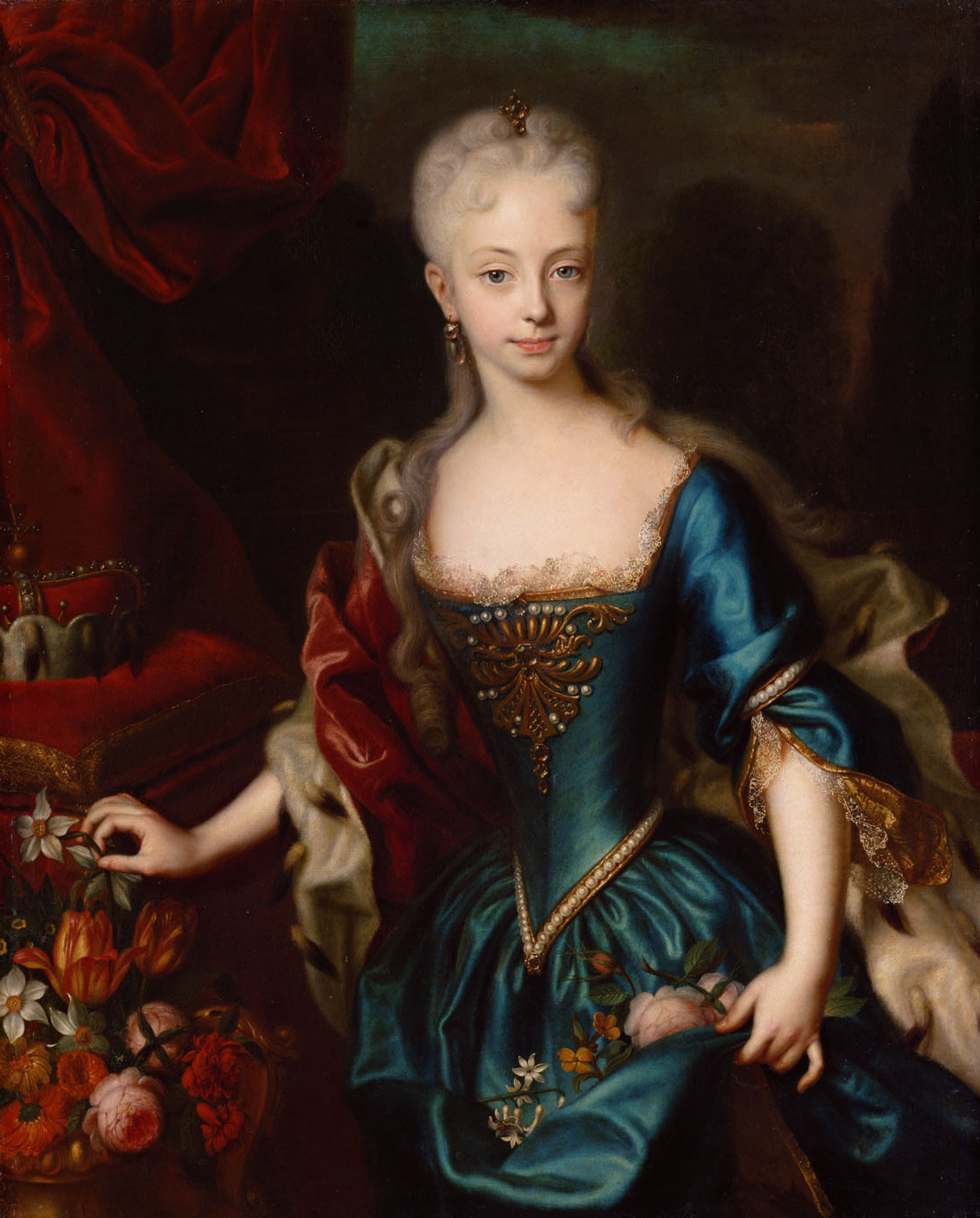
Andreas Møller, L'arciduchessa Maria Teresa all'età di undici anni, olio su tela, 1729, Kunsthistorisches Museum, Vienna

Prima di Maria Teresa, Carlo VI ebbe un maschio primogenito che però morì a sette mesi. Dopo la nascita di Maria Teresa, la famiglia imperiale ebbe altre due figlie, Maria Anna e Maria Amalia. Maria Anna giunse all'età adulta e si sposò con Carlo Alessandro di Lorena, fratello del futuro sposo di Maria Teresa, Francesco Stefano, ma mori di parto a ventisei anni dopo aver dato alla luce una bambina nata morta, mentre Maria Amalia morì a sei anni. Fisicamente, Maria Teresa aveva grandi occhi azzurri, capelli biondi, un lieve rossore alle gote, una bocca larga e un corpo forte; inoltre, siccome i genitori non avevano stretti rapporti di parentela, Maria Teresa non subì gli effetti nefasti dei matrimoni tra stretti consanguinei che avevano caratterizzato molti dei suoi antenati.
Caratterialmente, Maria Teresa era estremamente seria e riservata; amava cantare, tirare con l'arco e avrebbe voluto imparare almeno le basi dell'equitazione ma il padre, temendo si potesse far male, glielo impedì; inoltre, partecipava alle produzioni liriche, spesso condotte direttamente dall'imperatore Carlo VI.
La sua educazione fu supervisionata dai gesuiti che, sebbene riuscissero a insegnarle un buon latino, non furono in grado di correggere la sua ortografia e punteggiatura non convenzionale né le trasmisero la capacità oratoria dei suoi predecessori, a tal punto che la stessa Maria Teresa divenne solita parlare e scrivere nel dialetto viennese. Il padre, che ancora aspettava un erede maschio, non la istruì sugli affari di Stato né diede alla figlia la preparazione propria di un erede al trono, sebbene le permettesse di partecipare alle sedute del consiglio sin dai quattordici anni; per questo motivo, infatti, Maria Teresa, al pari della sorella minore, ricevette esclusivamente nozioni di disegno, pittura, musica e danza, discipline tipiche per un ruolo di una principessa o di una regina consorte.

### Matrimonio

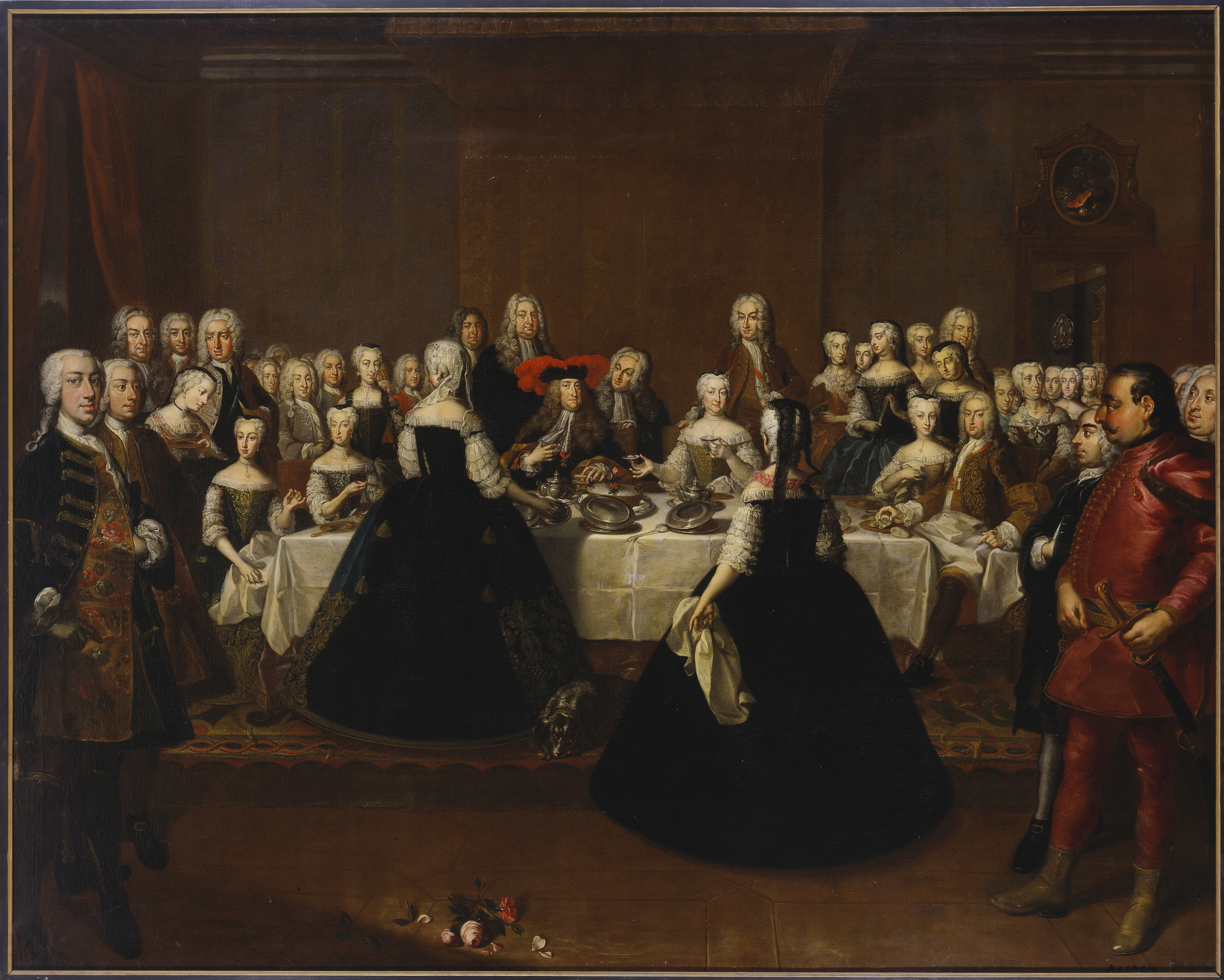
Martin van Meytens, Festa alla corte di Vienna "En grand couvert", olio su tela, 1734, Castello di Gripsholm, Mariefred

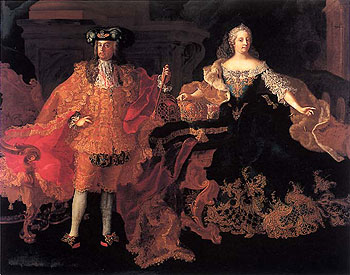
Peter Kobler von Ehrensorg, Doppio ritratto dell'imperatore Francesco I Stefano di Lorena e sua moglie Maria Teresa, olio su tela, 1746

Sin dall'infanzia, Maria Teresa divenne oggetto di trattative matrimoniali tra le diverse corti d'Europa. Il padre decise di fidanzare la figlia al principe Leopoldo Clemente il quale avrebbe dovuto incontrare Maria Teresa a Vienna nel 1723 ma morì di vaiolo; l'imperatore, allora, ripiegò sul fratello minore del principe Leopoldo Clemente, Francesco Stefano di Lorena, e lo invitò a vivere a Vienna.
In ogni caso, Carlo VI considerò altre possibilità: pensò di far sposare la figlia al principe ereditario di Prussia, Federico, in modo da creare un forte Stato tedesco, ma questi era protestante e le differenze religiose si dimostrarono essere insormontabili; in seguito, promise la figlia in moglie a Carlo di Spagna ma le potenze europee si opposero e lo costrinsero a rinunciare, timorose che un tale matrimonio avrebbe sconvolto gli equilibri europei. Maria Teresa, che nel frattempo era divenuta ottima amica di Francesco Stefano di Lorena, fu assai rallegrata della conclusione negativa di tali negoziati.
Nel 1729, alla morte del padre Leopoldo, Francesco Stefano salì al trono di Lorena e partì da Vienna; finalmente, il 31 gennaio 1736, durante i negoziati per la conclusione della guerra di successione polacca, Luigi XV di Francia accettò che Francesco Stefano fosse fidanzato a Maria Teresa, alla sola condizione di rinunciare al Ducato di Lorena in favore del deposto re di Polonia, Stanislao Leszczyński, e ricevendo in cambio il diritto di succedere al granduca di Toscana, Gian Gastone de' Medici, il quale non aveva eredi maschi. Francesco Stefano accettò gli accordi e sposò Maria Teresa il 13 febbraio 1736.
L'amore di Maria Teresa per il marito fu forte e possessivo: nelle lettere esprimeva il suo desiderio di vedere lui e solo lui mentre le risposte del marito apparivano assai formali. Estremamente gelosa, ebbe col passare degli anni forti contrasti con il marito per le sue infedeltà, in specie con Maria Wilhelmina von Neipperg, principessa di Auersperg, la sua amante più nota.
Alla morte di Gian Gastone, il 9 luglio 1737, Francesco Stefano divenne granduca di Toscana. L'anno seguente, Carlo VI invitò la figlia e il genero a fare il loro ingresso formale in Toscana: per l'occasione, fu eretto un arco trionfale a Porta San Gallo, dove rimane ancor oggi; tuttavia, il soggiorno fu breve poiché l'imperatore richiamò la figlia, ormai sua erede designata a Vienna. Nella capitale danubiana, infatti, li attese una situazione assai complessa: dall'estate del 1738, l'Impero austriaco era in guerra con l'Impero ottomano ma il conflitto stava volgendo al disastro; le continue sconfitte e le perdite territoriali avevano portato i viennesi alla rivolta e Francesco Stefano, inviato al fronte, divenne oggetto del disprezzo generale in virtù delle sue origini francesi che lasciavano adito a dubbi sulla sua lealtà;  finalmente, nel 1739, la guerra si concluse con il trattato di Belgrado.

### Ascesa al trono

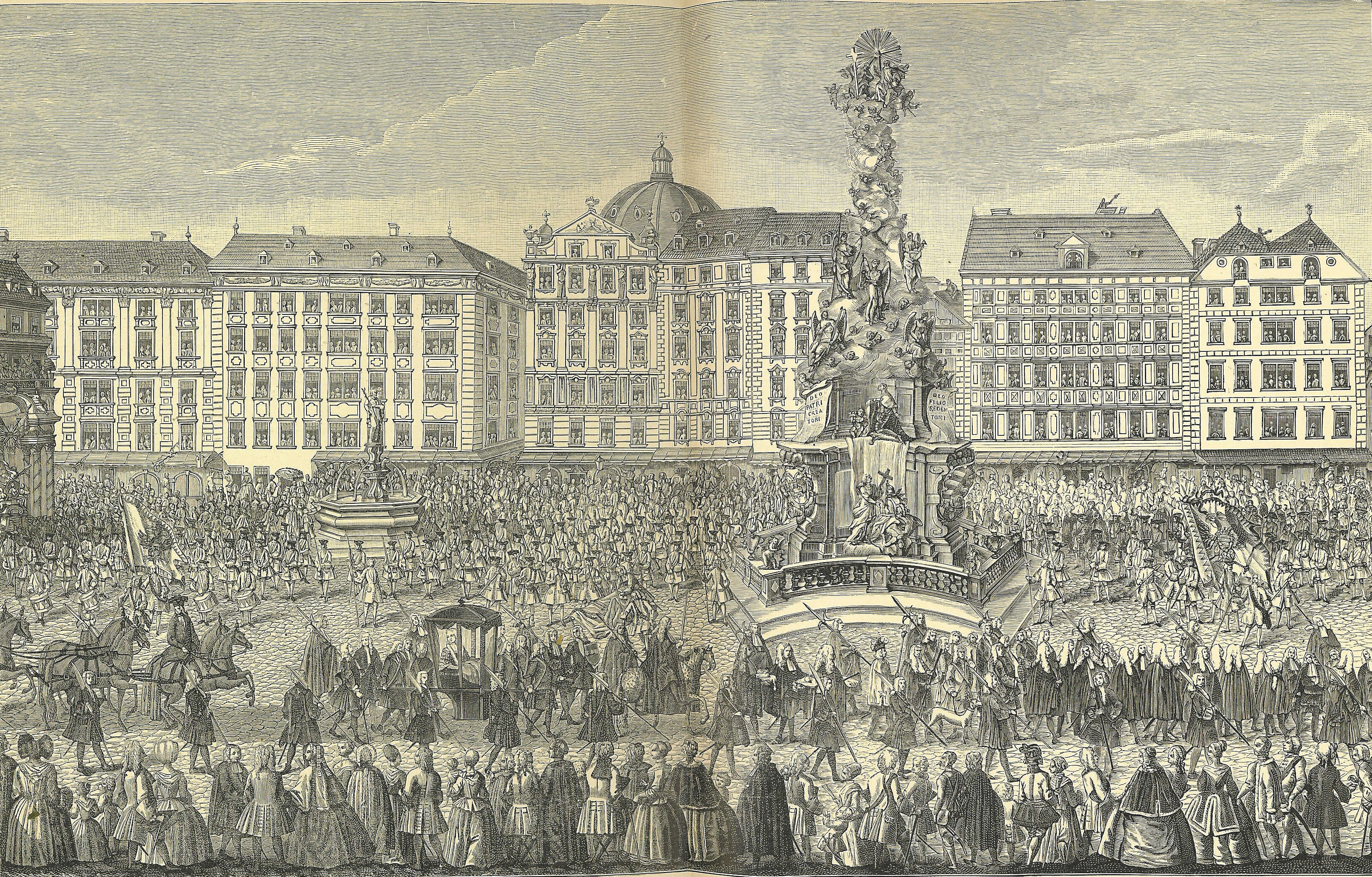
Georg Christoph Kriegl, Processione di Maria Teresa lungo il Graben, poco prima di ricevere il giuramento di fedeltà alla Cattedrale di Santo Stefano, litografia, 1742, Germanisches Nationalmuseum, Norimberga

Carlo VI morì il 20 ottobre 1740, probabilmente a causa di un avvelenamento da funghi; l'imperatore lasciava alla sua morte una situazione assai precaria: avendo ignorato il consiglio del principe Eugenio di Savoia, aveva ottenuto in via diplomatica l'adesione delle altre potenze ai suoi progetti successori, ma non si era cautelato contro eventuali voltafaccia degli altri monarchi e dunque non aveva previsto la minaccia di una guerra di successione. Il tesoro, infatti, conteneva appena 100 000 fiorini, l'esercito aveva al servizio appena 80 000 uomini che, sebbene devoti alla dinastia, erano scoraggiati a causa della sconfitta contro i turchi subita l'anno prima.
Peraltro, Maria Teresa non era preparata al suo ruolo di regina regnante: non era informata sulle questioni di Stato, non conosceva i ministri, non aveva rapporti con gli altri monarchi e l'unico consiglio lasciatole dal padre era stato di mantenere i consiglieri in carica e di affidarsi al marito. Lei stessa descrisse nel "Testamento Politico" le circostanze della sua ascesa al potere: "Mi sono trovata senza danaro, senza credito, priva di un'armata, senza esperienza e conoscenza di me stessa e, infine, anche senza consiglio, poiché ciascuno dei suoi membri, in un primo momento, voleva aspettare e vedere come si sarebbe sviluppata la situazione".

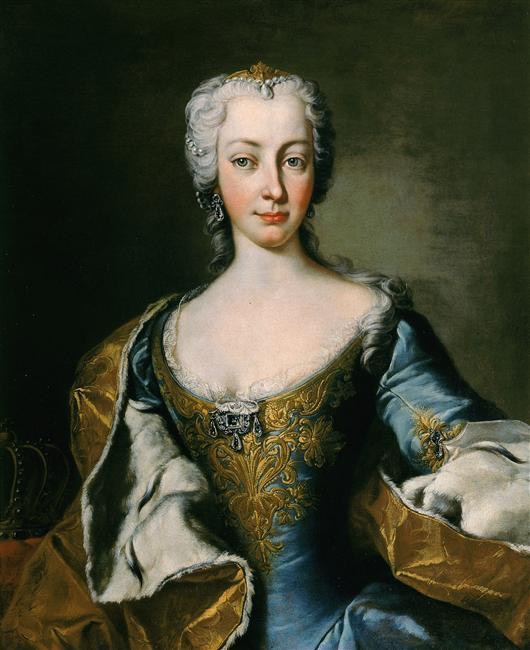
Gabriello Mattei, Ritratto dell'imperatrice Maria Teresa d'Austria, olio su tela, 1736~1740, Galleria degli Uffizi, Firenze

Sin dall'ascesa al trono, respinse la possibilità che altri Paesi potessero ottenere per diritto o con la forza alcuni dei suoi territori e da subito si attivò per ottenere la dignità di imperatrice del Sacro Romano Impero; tuttavia, dal momento che le donne non potevano accedere al soglio imperiale, dovette quindi favorire l'ascesa del marito a tale carica, conservando per sé il titolo di imperatrice consorte (Maria Teresa avrebbe comunque continuato a ricoprire il ruolo di regina su tutti i territori della monarchia asburgica, governandoli direttamente).
Francesco Stefano, tuttavia, per quanto avesse regolarmente il titolo di granduca di Toscana (nonché duca di Teschen e conte di Falkenstein), non disponeva però del titolo di principe elettore e quindi non avrebbe potuto votare né essere eletto imperatore. Pertanto, al fine di garantire una sufficiente base politica al marito, Maria Teresa decise di conferirgli a titolo formale la co-reggenza dei domini ereditari asburgici affinché potesse partecipare alle riunioni della Dieta imperiale in qualità di principe elettore di Boemia. In ogni caso, ci volle oltre un anno prima che la Dieta di Ungheria accettasse Francesco Stefano nel suo ruolo di sovrano associato.
Va infine aggiunto che Maria Teresa, nonostante provasse un forte sentimento di amore nei confronti del marito e per quanto lo avesse associato a sé nel governo, impedì sempre che Francesco Stefano si interessasse agli affari di Stato e spesso giunse a congedarlo dalle riunioni di consiglio, quando i due non erano d'accordo. L'ascesa al trono venne quindi formalizzata il 22 novembre 1740, quando Maria Teresa ottenne, alla Hofburg - residenza cittadina della corte - l'omaggio della nobiltà dei possedimenti ereditari della Bassa Austria.

### Guerra di successione austriaca

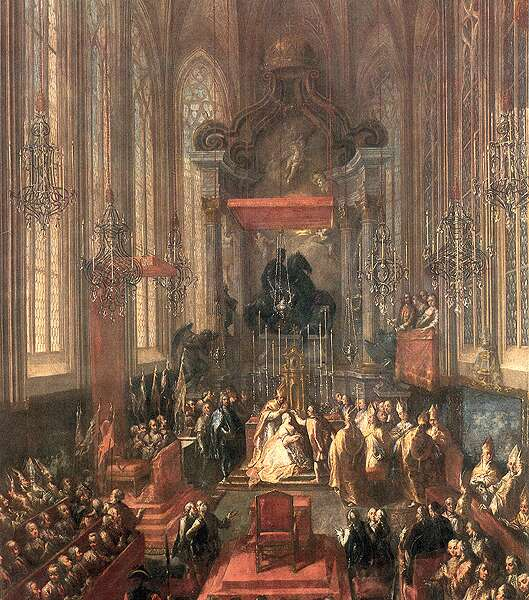
Artista anonimo, Incoronazione di Maria Teresa Regina di Ungheria nella Cattedrale di San Martino di Bratislava, olio su tela, XVIII secolo

Subito dopo l'ascesa al trono, alcuni sovrani europei, che in un primo momento avevano riconosciuto la successione di Maria Teresa, ruppero le loro promesse: infatti, Carlo Alberto di Baviera, marito di Maria Amalia d'Asburgo, cugina di Maria Teresa, con il sostegno di Francia e Spagna, pretese parte dei possedimenti asburgici; a dicembre, Federico II di Prussia invase la Slesia e pretese che Maria Teresa accettasse di consegnarla a lui, oppure avrebbe appoggiato gli avversari. Contemporaneamente, Maria Teresa ottenne l'appoggio di Carlo Emanuele III di Savoia, Stato che non aveva accettato la Prammatica Sanzione durante la vita di suo padre, nel novembre del 1740.
Sostenuta da questo successo, Maria Teresa rifiutò di cedere la Slesia, temendo che una qualsiasi violazione della Prammatica Sanzione avrebbe potuto invalidare l'intero documento; lo stesso Francesco Stefano esclamò all'ambasciatore prussiano: "Meglio i Turchi alle porte di Vienna, meglio la resa dei Paesi Bassi alla Francia, meglio ogni concessione alla Baviera e alla Sassonia, piuttosto che la rinuncia della Slesia!". L'invasione della Slesia, inoltre, fu l'inizio di una lunga inimicizia con il re di Prussia, al quale Maria Teresa si riferiva come "l'uomo malvagio".
(Lettera dell'ambasciatore prussiano in Austria a Federico II di Prussia)
A corto di ufficiali esperti, Maria Teresa rilasciò il maresciallo Wilhelm Reinhard von Neipperg, che Carlo VI aveva imprigionato per il suo scarso rendimento nella guerra contro i turchi.

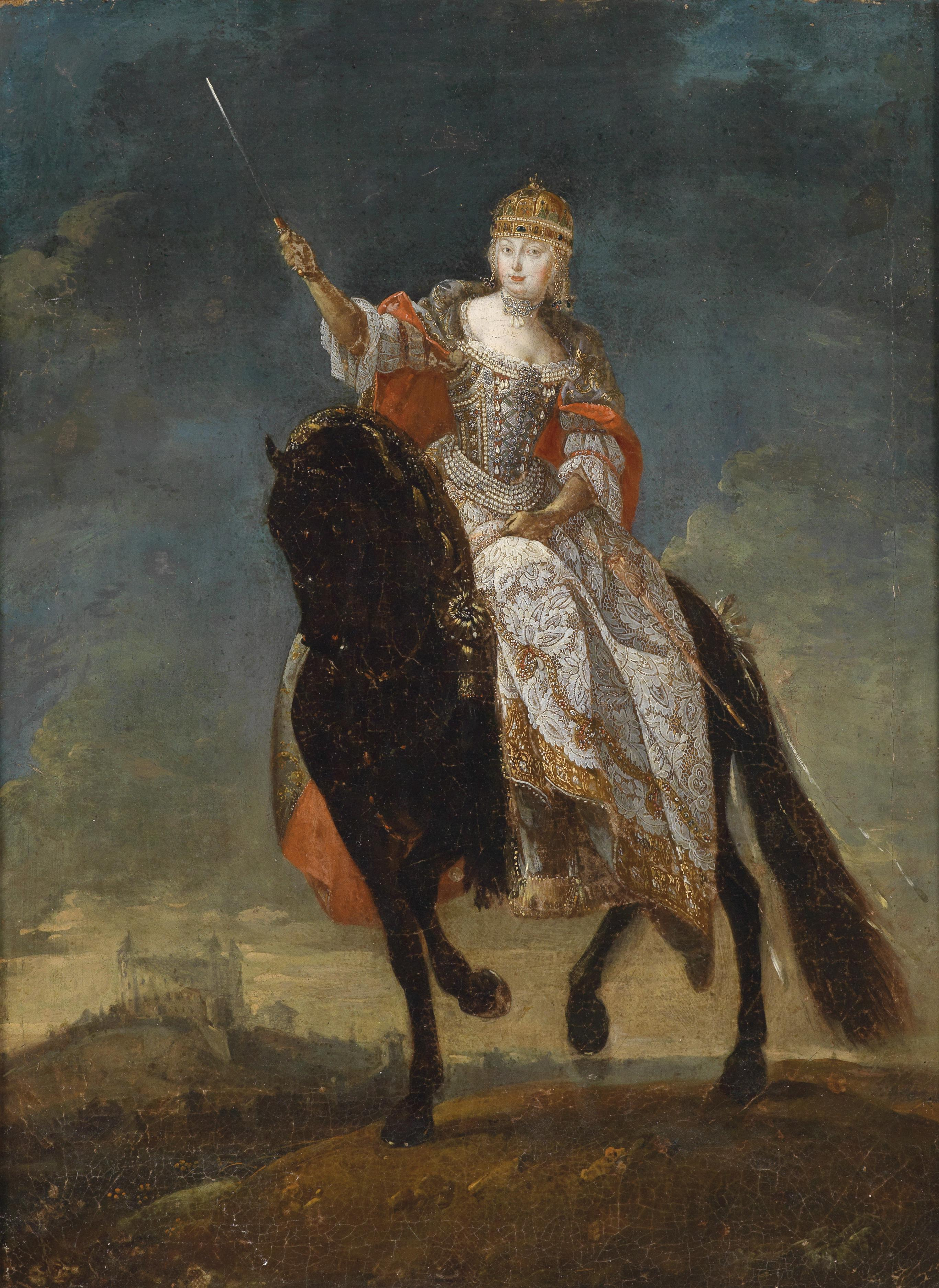
Artista anonimo, Maria Teresa come regina d'Ungheria sulla collina dell'incoronazione a Pressburg, olio su tela, ~1750

Nell'aprile del 1741 gli austriaci subirono una pesante sconfitta nella battaglia di Mollwitz, a seguito della quale Federico II entrò a Olmütz e la Francia concordò con Prussia, Baviera, Sassonia e Spagna un piano di spartizione dei possedimenti asburgici. In una situazione così compromessa, Francesco Stefano cercò di indurre la moglie ad accettare un compromesso con la Prussia e Maria Teresa, a malincuore, accettò i negoziati.
Contrariamente alle aspettative, tuttavia, Maria Teresa riuscì a raccogliere un notevole sostegno in Ungheria: si fece incoronare il 25 giugno del 1741 (dopo aver affinato le proprie abilità equestri necessarie per la cerimonia di incoronazione), poi, per placare coloro che consideravano il suo sesso come il più serio ostacolo, assunse i titoli maschili di arciduca e re.
A luglio, i tentativi di conciliazione con la Prussia crollarono; l'Elettore di Sassonia, fino a quel momento alleato di Maria Teresa, cambiò fronte, mentre l'Elettore di Brunswick-Lüneburg si dichiarò neutrale; pertanto Maria Teresa fu costretta a richiedere aiuto all'Ungheria. Al fine di raggiungere tale scopo, non badò a mezzi: concesse favori alla nobiltà, donò la città portuale di Fiume all'Ungheria (fino a quel momento faceva parte dei possedimenti austriaci), infine, mostrò trionfale il figlio ed erede davanti ai nobili riuniti, assicurandosene ancora di più la simpatia.
Nel 1741, le autorità austriache informarono Maria Teresa che il popolo boemo avrebbe preferito, come sovrano, Carlo Alberto; in ogni caso, Maria Teresa rifiutò di cedere terreno. Tuttavia, il 26 ottobre, Carlo Alberto, conquistata Praga, ottenne la nomina a Re di Boemia; il 24 gennaio, fu eletto Imperatore del Sacro Romano Impero con il nome di Carlo VII, fatto che fu considerato una catastrofe.
Dopo alcuni insuccessi, grazie ai rinforzi ungheresi e sfruttando le divisioni degli avversari, le truppe austriache riuscirono a conquistare Monaco, la capitale di Carlo Alberto di Baviera.
Finalmente, nel giugno 1742, il trattato di Breslavia concluse le ostilità tra Austria e Prussia, permettendo a Maria Teresa di concentrare tutte le sue forze nella riconquista della Boemia: nell'inverno dello stesso anno, le truppe francesi abbandonavano Praga; infine, il 12 maggio 1743, Maria Teresa fu incoronata Regina di Boemia nella Cattedrale di San Vito.
Nel 1745 la morte di Carlo Alberto di Baviera rese vacante il trono imperiale e, nonostante alcuni successi francesi nei Paesi Bassi austriaci, il 13 settembre i principi tedeschi elessero Francesco Stefano come imperatore; Federico II accettò la proclamazione dopo che Maria Teresa riconobbe, nel dicembre 1745, la perdita della Slesia.
La guerra si trascinò per altri tre anni, finché il trattato di Aquisgrana riconobbe la successione di Maria Teresa nei possedimenti ereditari di Austria, Boemia e Ungheria e la posizione di Francesco Stefano quale imperatore, in cambio del riconoscimento della conquista prussiana della Slesia e della cessione del Ducato di Parma al principe Filippo di Spagna.

### Guerra dei sette anni

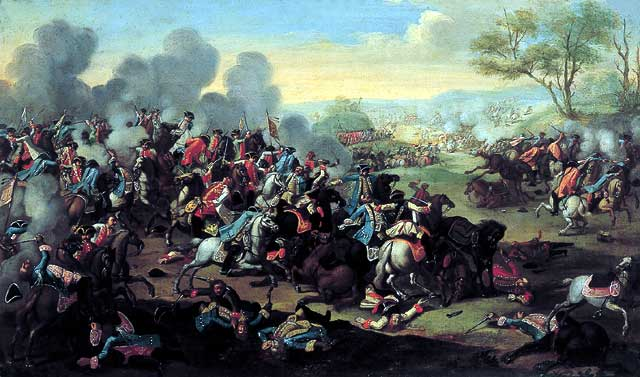
La battaglia di Kolín, olio su tela, 1757

Maria Teresa concepì le proprie riforme in campi tra loro molto diversi come uno strumento per rafforzare l'impero in vista di un conflitto con il suo principale rivale, Federico II di Prussia.
Nell'agosto 1756, dopo lunghe schermaglie diplomatiche, Federico II di Prussia invase la Sassonia, dando inizio al conflitto noto come guerra dei sette anni in cui l'Austria, alleata con la Russia e la Francia (vero e proprio capovolgimento diplomatico orchestrato da Maria Teresa e dal cancelliere Kaunitz), fronteggiò la Gran Bretagna e la Prussia.
Maximilian Ulysses Browne si trovava al comando delle truppe austriache. Dopo l'inconcludente battaglia di Lobositz del 1756, venne rimpiazzato al comando dal principe Carlo Alessandro di Lorena, cognato di Maria Teresa, nominato più per le sue relazioni familiari che per le capacità militari che si rivelarono infatti un fiasco. Questo venne poco dopo rimpiazzato da Leopold Joseph von Daun, Franz Moritz von Lacy e da Ernst Gideon von Laudon.
Se sui mari e nelle colonie la superiorità britannica fu quasi sempre assoluta, il fronte europeo fu assai più incerto: in un primo momento, Federico II colse alcuni successi, in seguito la battaglia di Kolín segnò un vero e proprio capovolgimento delle sorti a favore dell'Austria, dal momento che Federico II, avendo perso un terzo delle proprie forze, non fu in grado di mantenere un contegno offensivo.
Nel 1758 le sorti del conflitto iniziarono a equilibrarsi: in quell'anno, infatti, i francesi subirono una dura disfatta nella battaglia di Krefeld e furono costretti a ritirarsi al Reno; infine, alla morte dell'imperatrice Elisabetta di Russia, nel 1762, il di lei successore, Pietro III, ammiratore di Federico II, ritirò le forze russe dal conflitto, lasciando praticamente sola l'Austria. Nel 1763, i contendenti, ormai all'esaurimento delle forze, stipularono i trattati di Hubertusburg e di Parigi, mediante i quali la Francia fu costretta a rinunciare a gran parte delle sue colonie in favore degli inglesi, mentre l'Austria dovette accontentarsi dello status quo ante bellum, rinunciando al sogno di riconquistare la Slesia.

### Vedovanza e co-reggenza con Giuseppe

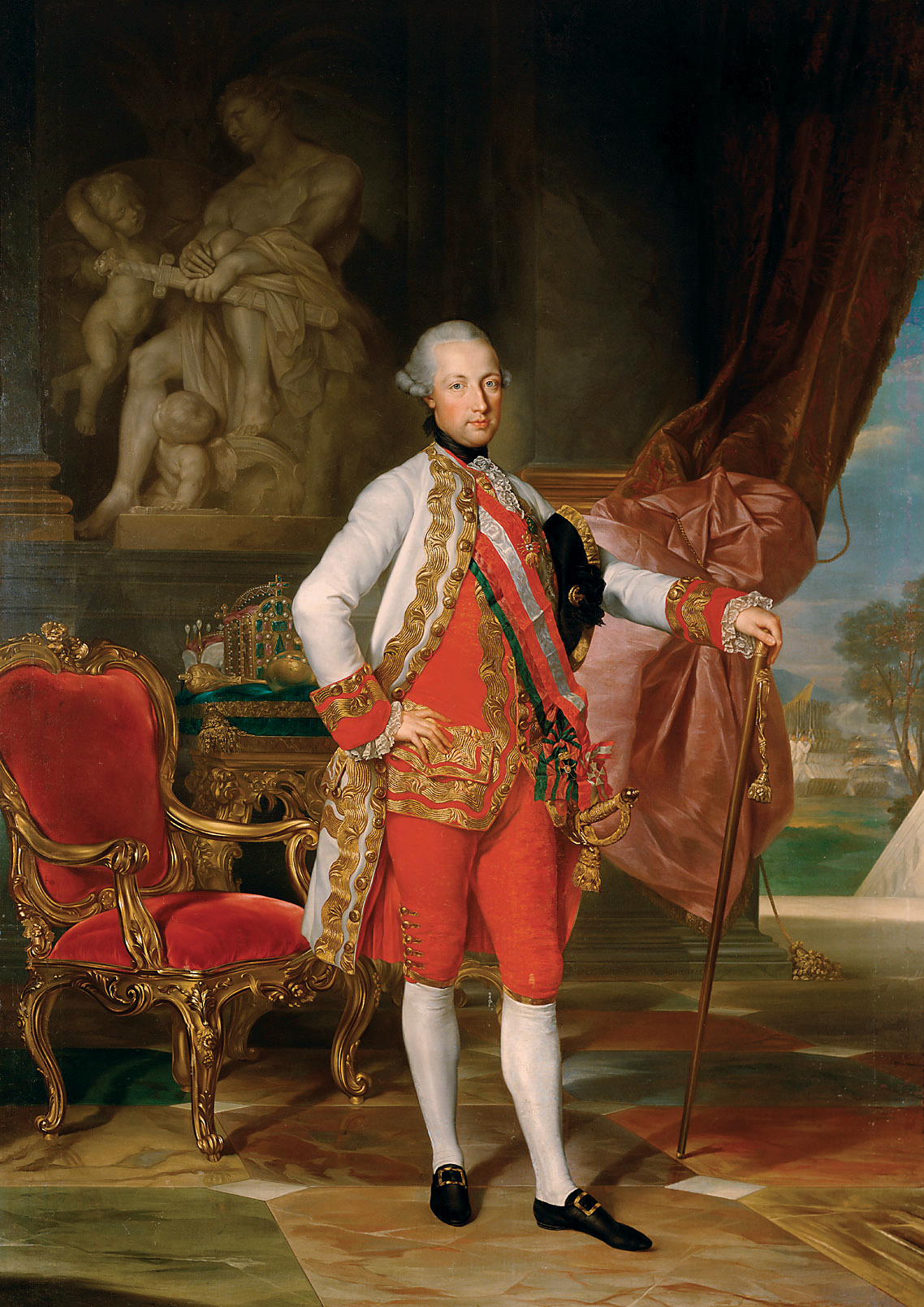
Anton von Maron, L'imperatore Giuseppe II con la statua di Marte, olio su tela, 1775, Kunsthistorisches Museum, Vienna. Primogenito di Maria Teresa, co-reggente con la madre, ne ammorbidì la politica religiosa.

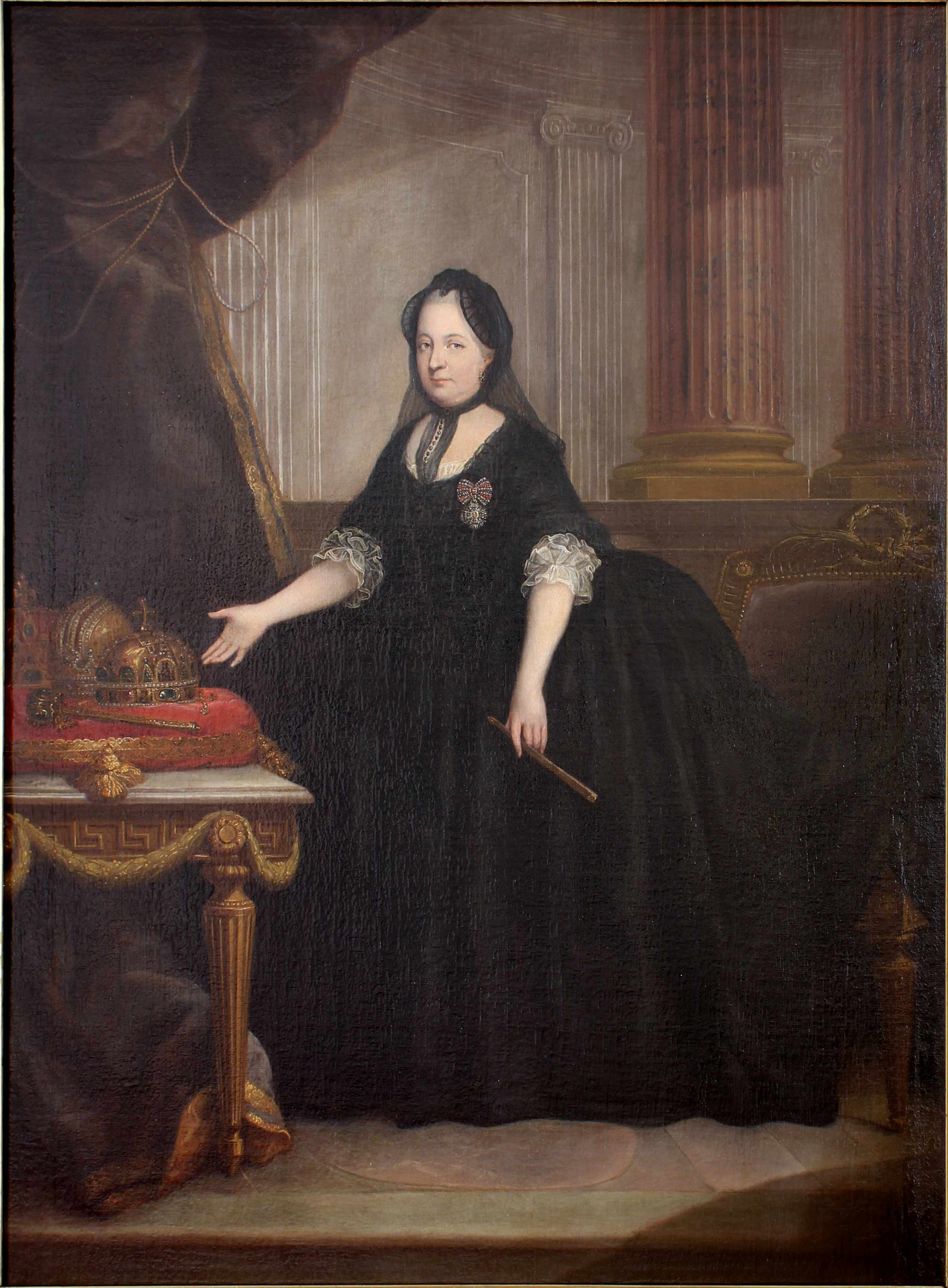
Attribuito a Anton von Maron, Maria Teresa d'Austria in abiti vedovili mentre mostra le corone d'Ungheria, Austria e Boemia, olio su tela, ~1772, Reggia di Versailles

L'imperatore Francesco morì il 18 agosto 1765, mentre lui e la corte erano a Innsbruck a celebrare il matrimonio dell'arciduca Leopoldo. Maria Teresa fu devastata dal dolore: rinunziò a gioielli e altri ornamenti, tagliò i capelli corti, pose tende nere alle sue stanze, indossò abiti neri per il resto della sua vita e, infine, si ritirò dalla vita pubblica, al punto da trascorrere ogni anno l'intero mese di agosto e il diciottesimo giorno di ogni altro mese reclusa da sola nelle sue camere; lei stessa scrisse di riconoscersi appena e di essere diventata, senza l'amore del marito, come un animale, priva della ragione.
La morte dell'imperatore, inoltre, aprì alla successione del figlio primogenito Giuseppe, che fu eletto Imperatore del Sacro Romano Impero e prese, il 17 settembre 1765, il ruolo di co-reggente dell'arciducato d'Austria che era stato di Francesco, allo scopo di mantenere intatti i domini asburgici e, alla morte del maresciallo Leopold Joseph Daun, anche il comando supremo delle forze armate.
Secondo lo storico Robert A. Kann, Maria Teresa era un monarca di qualifiche superiori alla media, ma intellettualmente inferiore a Giuseppe e Leopoldo: la regina possedeva un cuore caldo, mente pratica, ferma determinazione e perspicacia; era pronta a riconoscere la superiorità mentale di alcuni dei suoi consiglieri e ad accettarne i consigli, ma in ogni caso il rapporto con il figlio fu complicato.
Infatti, sebbene Maria Teresa e Giuseppe non mancassero di intelligenza e calore umano, le loro personalità erano piuttosto divergenti e raramente si vedevano in pubblico, fatto che spesso creò forti contrasti nell'amministrazione dello Stato, al punto che entrambi ricorsero alla minaccia di abdicare dai loro ruoli.
Uno dei più noti episodi di contrasto tra madre e figlio fu la spartizione della Polonia: l'ipotesi, infatti, concordata da Giuseppe e da Kaunitz insieme a Federico II di Prussia e Caterina II di Russia, vide la ferma opposizione di Maria Teresa, che la riteneva disonorevole e ingiusta; solo dopo lunghe discussioni, Maria Teresa, convinta dal figlio che Prussia e Russia si sarebbero mosse anche senza l'appoggio austriaco, decise di accettare l'annessione del Regno di Galizia e Lodomiria; cinico, Federico II commentò: "Più piange, più prende".

### Morte

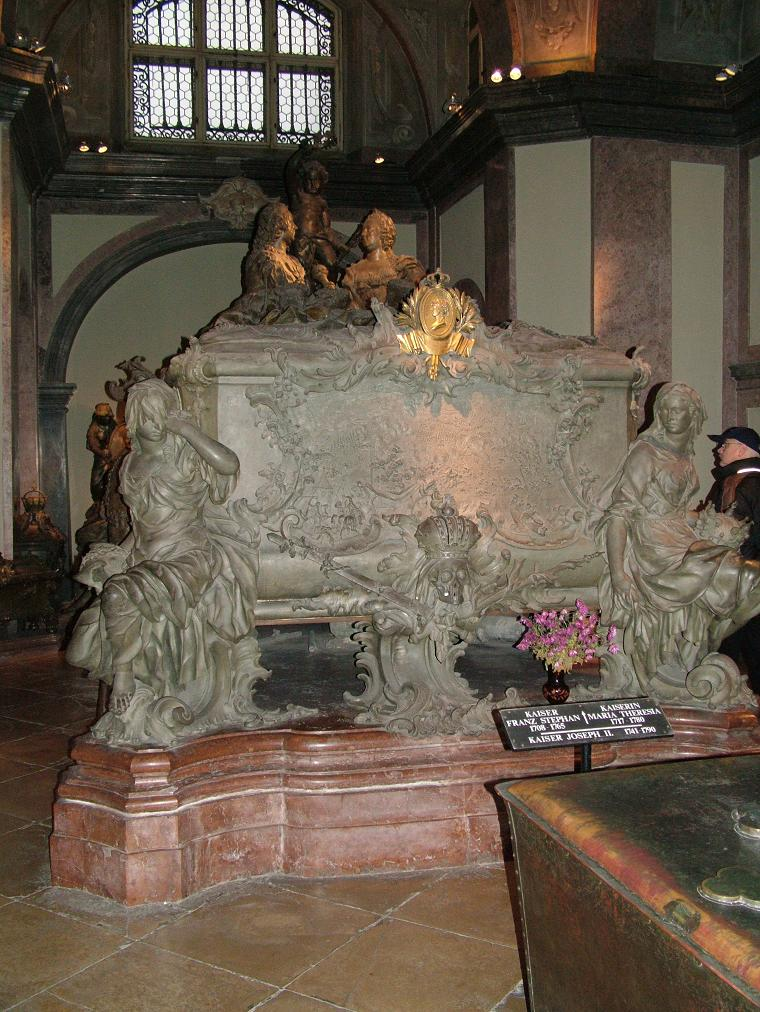
Tomba di Maria Teresa e Francesco I, Cripta Imperiale, Vienna

Per molta parte della sua vita Maria Teresa godette di una salute fisica eccellente (anche in pieno inverno teneva le finestre aperte), finché, nel 1767, fu colpita da un forte attacco di vaiolo. Da questo, secondo molti storici, non si riprese mai completamente e negli ultimi anni soffrì di asma, astenia, tosse persistente, necrofobia, insonnia e, infine, edema.
Sorpresa da un temporale autunnale, il 24 novembre 1780 Maria Teresa iniziò a soffrire degli effetti di una polmonite che l'aveva colpita e ben presto, sulla base delle diagnosi dell'archiatra di corte, il dottor Störk, si comprese che le sue condizioni erano divenute critiche. Nei quattro giorni seguenti si indebolì sempre più e quindi chiese l'estrema unzione. Morì alle nove di sera del 29 novembre. Per sua volontà, fu sepolta a Vienna nella Cripta Imperiale, accanto al marito.
Federico il Grande, per lungo tempo suo rivale, venuto a conoscenza della scomparsa della sovrana disse che Maria Teresa con la sua presenza aveva dato onore e lustro al suo trono, a tutte le donne del mondo e che, pur avendola combattuta in tre guerre, non la considerò mai sua nemica. Con la sua morte, si estinse anche la casata degli Asburgo che venne rimpiazzata da quella degli Asburgo-Lorena. L'imperatore Giuseppe II, già co-reggente dei domini asburgici, ne divenne unico titolare, dando vita a una nuova era di profonde riforme.

## Le riforme

### Istituzioni
Sebbene di opinioni piuttosto conservatrici (specie se comparate a quelle del figlio e successore, Giuseppe), attuò importanti riforme in campo amministrativo e giuridico in modo da rafforzare le capacità economiche e militari dell'Austria: in primo luogo, Maria Teresa incaricò il conte Friedrich Wilhelm von Haugwitz di istituire un esercito stanziale permanente di 108 000 soldati, sottoposto direttamente al controllo del governo centrale, per pagare il quale Haugwitz razionalizzò il sistema tributario, istituendo un sistema di catasto e imponendo anche al clero e alla nobiltà di pagare le imposte.
Con tale riforma, dunque, fu sostanzialmente affermato il principio dell'equiparazione giuridica rispetto allo Stato e alle funzioni pubbliche, tra patriziato e borghesia: infatti, se ognuno era tenuto a contribuire secondo una percentuale dei propri averi, cadeva il presupposto di uno status privilegiato per la nobiltà; il criterio di affidare l'amministrazione tributaria a "corpi" o alla "ferma" (appalto della riscossione ai privati), fu sostituito da un nuovo soggetto, il contribuente, in rapporto diretto con lo Stato.
A seguito di ciò, tra il 1754 e il 1764, Maria Teresa riuscì a raddoppiare gli introiti fiscali e a reperire i 14 milioni di fiorini annui necessari all'esercito e, anche se l'estensione dell'obbligo tributario anche a clero e nobiltà fu solo un successo parziale, tuttavia, la riforma ebbe esito positivo sull'economia.
Nel maggio del 1749, Maria Teresa curò l'unificazione delle cancellerie dei domini austriaci e boemi, mentre l'amministrazione centrale degli affari giudiziari fu affidata a un organo distinto; infine, nel 1760, istituì il Consiglio di Stato, composto da un cancelliere e sei membri (tre in rappresentanza dell'alta aristocrazia e tre in rappresentanza della piccola nobiltà), che, sebbene fosse dotato di sole funzioni consultive, evidenziava la differenza con altri despoti "illuminati" (tra questi Federico II) i quali esercitavano direttamente e personalmente le loro prerogative.

### Medicina e igiene

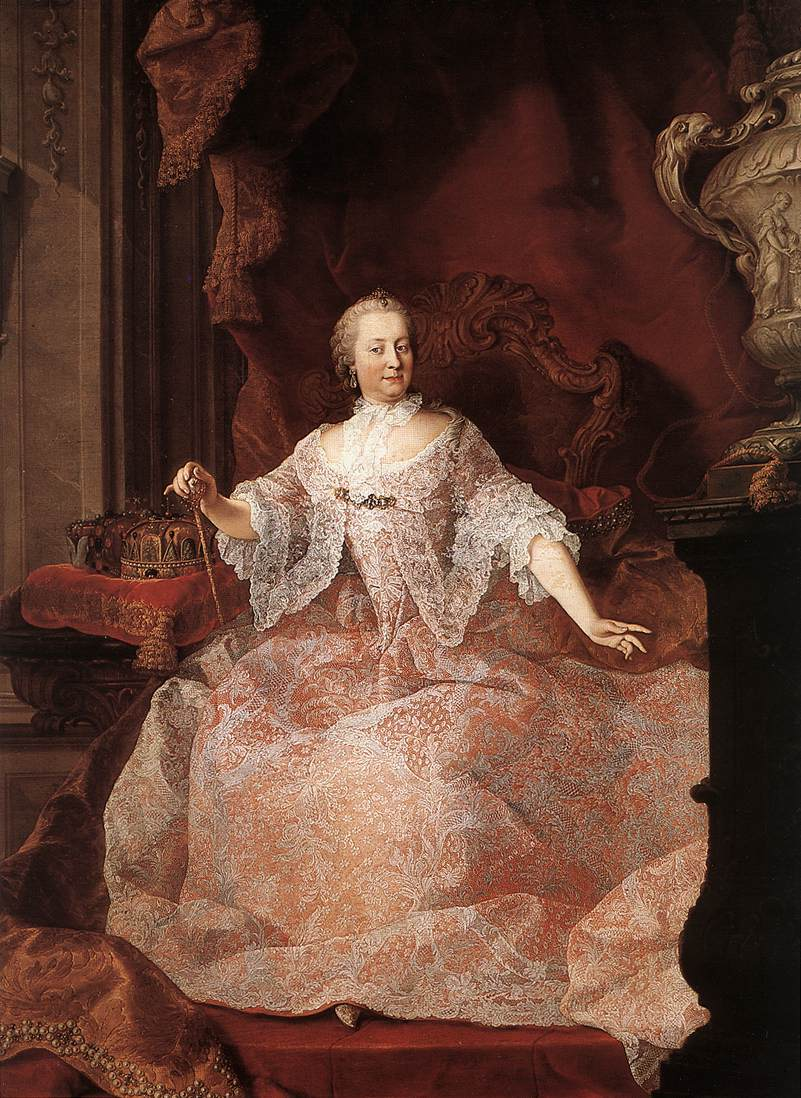
Martin van Meytens, Ritratto dell'Imperatrice Maria Teresa d'Austria, sovrana di Austria, Boemia e Ungheria, olio su tela, prima metà del XVIII secolo, Municipio di Gand, Gand

In seguito alla morte della sorella, l'arciduchessa Maria Anna, Maria Teresa reclutò il medico Gerard van Swieten affinché servisse a corte come medico personale e riformasse il sistema sanitario mediante la costruzione di un ospedale a Vienna e il rinnovamento degli studi di medicina; in seguito, Maria Teresa affidò a Van Swieten il compito di studiare il problema della mortalità infantile in Austria e, su raccomandazione del medico, la regina sancì che l'ospedale della città di Graz (seconda città dell'Austria) avrebbe dovuto effettuare autopsie per tutte le morti avvenute, in modo da garantire dati adeguati alla ricerca medica.
Poi, Maria Teresa vietò la costruzione di cimiteri senza un previo permesso governativo, contrastando in tal modo usanze funerarie dispendiose e scarsamente igieniche; infine la decisione di sottoporre, nel 1767, i propri figli alla vaccinazione fu essenziale per superare il contrasto verso tale pratica, più volte espresso dalla comunità accademica. Fu la stessa Maria Teresa a inaugurare la vaccinazione, ospitando al castello di Schönbrunn una cena per 65 bambini.

### Giustizia
In materia di diritto, Maria Teresa curò la compilazione del Codex theresianus, iniziato nel 1752 e terminato nel 1766, che regolava i diritti personali, i diritti reali e le obbligazioni.
Il testo del codice, diviso in tre libri, era composto da 8 000 articoli che, secondo le intenzioni iniziali, sarebbero divenuti l'unica fonte legale; tuttavia, l'opposizione del cancelliere Kaunitz, che considerava il codice troppo aderente al diritto comune e ai diritti locali, nonché eccessivamente prolisso, ne impedì una promulgazione.
Inoltre, nel 1776, su impulso del figlio, Giuseppe, mise fuori legge la pratica della caccia alle streghe, ridusse le fattispecie criminose punite con la pena capitale e abolì la tortura; la lentezza e il forte travaglio con cui l'Austria praticò tali riforme è stato spiegato da molti storici con il fatto che Maria Teresa, nata e cresciuta in età tardo barocca, si adattò con estrema difficoltà e riluttanza alle idee dell'illuminismo.

### Educazione e scuola

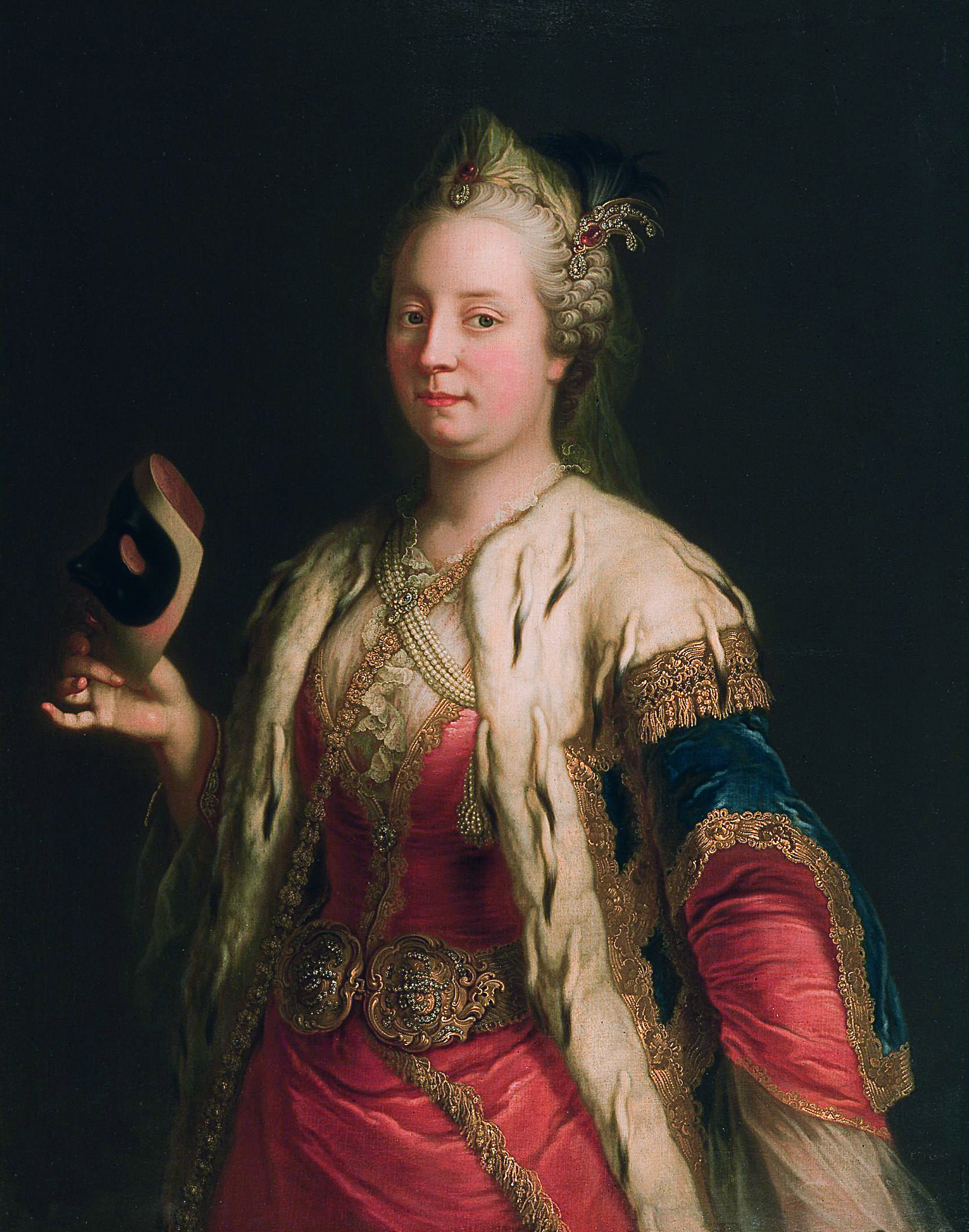
Martin van Meytens, Ritratto di Maria Teresa con una maschera teatrale in mano, olio su tela, 1744, Palazzo di Schönbrunn, Vienna. Maria Teresa era una nota protettrice dell'opera teatrale, che considerava sia come fonte di divertimento e di orgoglio nazionale, ma anche come mezzo di educazione morale

Consapevole della inadeguatezza della burocrazia in Austria, Maria Teresa il 6 dicembre 1774 emanò il suo Allgemeine Schulordnung für die deutschen Normal-, Haupt und Trivialschulen in sämmtlichen Kayserlichen Königlichen Erbländern (Regolamento generale scolastico per le scuole tedesche normali, superiori ed elementari in tutte le terre ereditarie imperiali e reali), riformando così il sistema scolastico. Tale regolamento stabiliva che ogni bambino di età compresa tra i sei e i dodici anni avrebbe dovuto obbligatoriamente frequentare la scuola. Questa normativa fu accolta con forte ostilità in molte aree e non ebbe l'esito desiderato dalla sovrana. In alcune zone dell'Austria, infatti, nel XIX secolo ancora metà della popolazione era analfabeta, ma il regolamento fu importante poiché sancì il principio del valore di una educazione gratuita e pubblica.
Inoltre consentì anche agli studenti non cattolici il diritto di frequentare l'università e ne riorganizzò i corsi di studi, promuovendo l'introduzione delle materie di diritto e facendo sì che i professori fossero scelti con particolare riferimento alla capacità professionale; infine, allo scopo di garantire una preparazione uniforme, fu sancito che solo le università avrebbero potuto garantire il titolo di laurea, esautorando i collegi professionali o riservati alla nobiltà. Nel 1774 istituì con decreto, inoltre, la Biblioteca nazionale e universitaria della Slovenia.

### Censura
Il governo di Maria Teresa divenne noto anche per la censura che applicò sistematicamente alle pubblicazioni. L'autore inglese sir Nathaniel Wraxall scrisse in una sua lettera da Vienna: "L'ingiuriosa bigotteria dell'imperatrice è in particolare da attribuire a una deficienza della sua cultura. È duro a credersi ma sono molti i libri e le produzioni d'ogni genere, in ogni lingua, che sono stati proibiti da lei. Non solo Voltaire e Rousseau sono tra gli inclusi nella lista, per le tendenze immorali e la natura licenziosa dei loro scritti, ma anche autori che noi consideriamo assolutamente innocui hanno riservato un tale trattamento". La censura colpiva in particolare quelle opere che la sovrana riteneva essere contrarie alla religione cattolica e ai suoi principi. Ironicamente, per tale proposito, Maria Teresa venne assistita da Gerard van Swieten, considerato un uomo "illuminato".

### Economia
Maria Teresa si impegnò particolarmente per migliorare gli standard di vita del suo popolo, principalmente perché in questa riforma vedeva un collegamento tra lo standard di vita delle classi più povere di lavoratori (i contadini), la produttività e la rendita dello Stato. Il governo teresiano tentò anche di rafforzare il settore industriale tramite l'intervento del governo. Dopo la perdita della Slesia, Maria Teresa incrementò i sussidi e le barriere commerciali per incoraggiare lo spostamento delle industrie tessili slesiane verso la Boemia settentrionale. Si contrappose invece agli antichi privilegi delle gilde (di origine medievale) e i dazi interni sul commercio (in particolare sull'asse austro-boemo).
Un altro punto di riforma economica durante il regno di Maria Teresa fu indubbiamente il regolamento dei rapporti dei contadini con lo Stato. Per quanto l'imperatrice fosse inizialmente riluttante a un intervento del suo governo in tal senso, si convinse infine che il funzionamento di una burocrazia più vicina al cittadino comune avrebbe favorito di molto lo Stato in ultima analisi e avrebbe ridotto le proteste contadine e l'abuso dei diritti feudali da parte degli aristocratici. Nel 1771-1778 una serie di Robotpatenten vennero siglate da Maria Teresa per regolare e restringere le ore lavorative dei contadini in Germania e in Boemia. L'obiettivo era quello di assicurare ai contadini non solo di potersi sostenere con le loro famiglie, ma anche di poter far sì che essi potessero contribuire in caso di guerra al benessere dello Stato. A ogni modo, a queste riforme si oppose strenuamente l'aristocrazia ungherese.

### Maria Teresa e la Lombardia

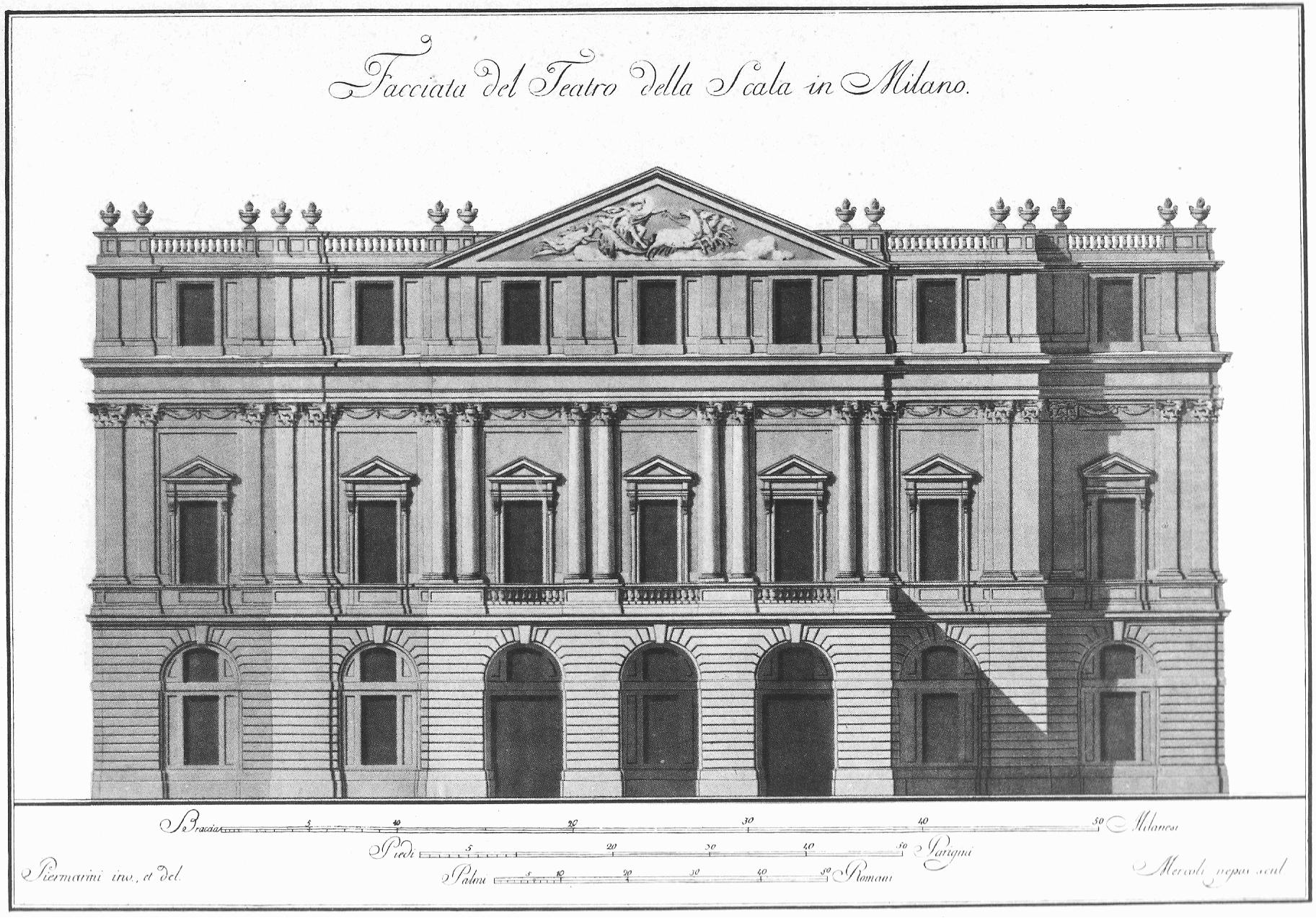
Negli ultimi anni del governo di Maria Teresa venne ricostruito il Teatro alla Scala di Milano, uno dei più famosi al mondo

Uno dei territori che più beneficiarono del governo di Maria Teresa fu il Ducato di Milano, le cui condizioni economico-sociali agli inizi del 1700 erano alquanto precarie, a causa degli effetti delle guerre e delle pestilenze del secolo precedente oltre che della inefficiente amministrazione spagnola che non era stata in grado di gestire la stagnazione economica e la forte crisi dei settori manifatturieri lombardi.
Quanto al catasto, completato da Pompeo Neri su incarico dell'imperatrice (che per l'appunto da lei prese il nome di Catasto Teresiano), la sua importanza risiede nel particolare meccanismo di funzionamento: di ogni patrimonio fondiario, veniva presunta una rendita del quattro per cento, che diventava così la base imponibile fissa di calcolo dell'imposta fondiaria; il reddito superiore al quattro per cento, così come ogni profitto derivante da un aumento del reddito, era esentato.
L'introduzione del catasto ebbe due effetti positivi: in primo luogo chiamava a contribuire ceti sociali che fino ad allora non avevano pagato tributi; in secondo luogo rendeva conveniente l'aumento delle rendite agricole, in quanto tali aumenti sarebbero stati in ogni caso esenti da imposte; fu proprio questo secondo fattore a spronare la nobiltà a curare meglio il proprio patrimonio, affidandolo a una nuova figura, quella dell'affittuario, il quale, dietro il pagamento di un canone, assumeva la gestione del patrimonio in modo da raggiungere un profitto, in particolare mediante la trasformazione dei campi aperti e delle proprietà coltivate da mezzadri in pascoli per ricavare carne e latticini.
In seguito venne la riforma amministrativa, la quale determinò sia l'abolizione, graduale, degli appalti dei servizi pubblici (sale, dogane, poste, trasporti, tabacchi) sia la riforma delle circoscrizioni amministrative e degli enti pubblici locali: fu riconosciuto a ogni Comune il "convocato", ovvero un consiglio composto dai principali proprietari terrieri, i quali avrebbero eletto sia il sindaco del Comune sia una delegazione consultiva presso la circoscrizione provinciale (le circoscrizioni provinciali riunite formavano la Congregazione di Stato); al vertice fu mantenuto il Senato di Milano che, però, perse le proprie funzioni amministrative a vantaggio di un secondo organo, il Consiglio del Governo presieduto dal Cancelliere, l'effettivo responsabile dell'intera amministrazione pubblica.
Altrettanto importante fu la graduale soppressione dei dazi interni e delle corporazioni (sostituite dal Consiglio supremo di economia e poi da un vero e proprio dicastero), in quanto, abbattendo tutti i divieti che ostacolavano la libera circolazione della manodopera, permise agli imprenditori di giovarsi della manodopera in eccesso proveniente dalle campagne per assumere in pianta stabile un numero sempre crescente di lavoratori affinché lavorassero i filati tessili negli stabili e adoperando i telai del datore di lavoro; in sostanza, sia pure a prezzo di un diffuso fenomeno di proletarizzazione del ceto artigianale, si assistette al passaggio da attività manifatturiere artigianali a vere e proprie attività industriali.
In materia ecclesiastica, l'iniziativa di Maria Teresa vide l'abolizione delle esenzioni fiscali di cui godevano chiese e monasteri e la soppressione della censura religiosa; infine, in ambito culturale, fu riformata l'Università di Pavia (allora l'unica del ducato di Milano) che divenne una delle migliori d'Europa, annoverando accademici come il fisico Alessandro Volta (che ricoprì anche la carica di rettore), gli anatomisti Antonio Scarpa e Lazzaro Spallanzani, il naturalista Giovanni Antonio Scopoli, il matematico Lorenzo Mascheroni e dove, inoltre, nel 1777, si laureò Maria Pellegrina Amoretti, la prima donna laureata in Giurisprudenza d'Italia, furono riorganizzate le Scuole Palatine di Milano e fu decretata la ricostruzione del vecchio teatro ducale; nasceva così il Teatro alla Scala.

### Riforme in campo religioso

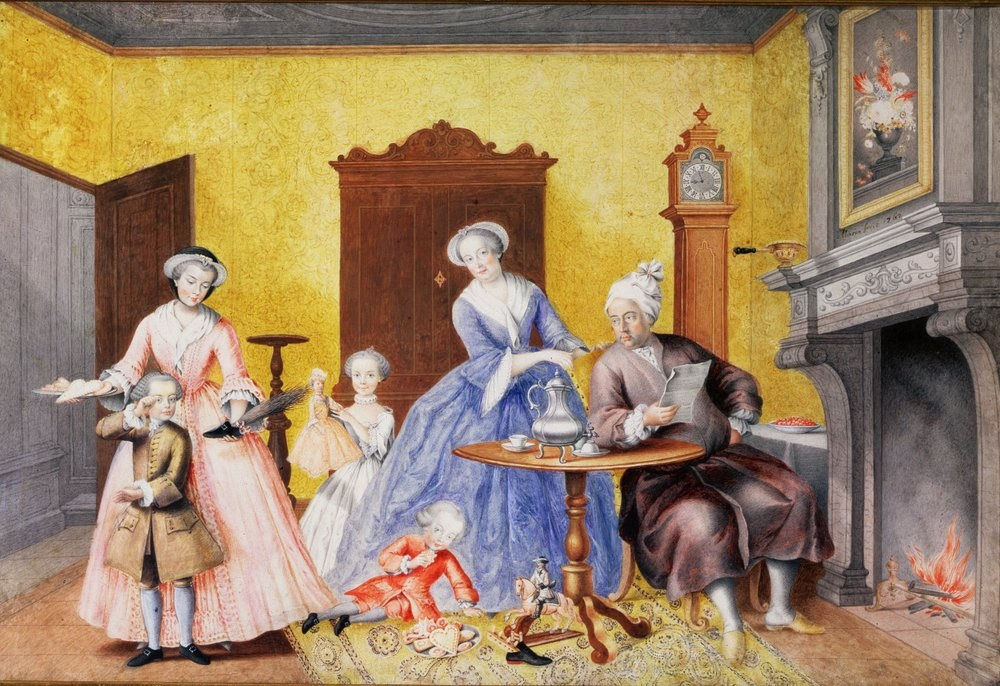
Maria Cristina d'Asburgo-Lorena, Maria Teresa mentre celebra con la famiglia la festività di San Nicola, olio su tela, ~1762, Palazzo di Schönbrunn, Vienna

Come tutti i membri della Casa d'Asburgo, Maria Teresa fu fervente cattolica e ritenne che l'unità religiosa fosse necessaria per garantire una vita pubblica pacifica, tanto che più volte respinse esplicitamente l'idea di garantire una forma di tolleranza religiosa; in ogni caso, Maria Teresa respinse con decisione anche le intromissioni della Chiesa nelle sue prerogative di monarca e controllò personalmente la selezione di arcivescovi, vescovi e abati.
Per questi motivi, il suo approccio alla religione differiva rispetto a quello dei predecessori: influenzata dalle idee gianseniste, sostenne la conversione al cattolicesimo mediante la concessione di sussidi economici ai neo-convertiti e tollerò la chiesa greco-ortodossa, che riteneva pari a quella cattolica. Lei stessa, infine, fu nota per la vita estremamente austera e ascetica, specialmente durante la lunga vedovanza.

I rapporti con la Sede Apostolica furono di maggiore continuità con il successore di Clemente XIII, Clemente XIV, il quale soppresse l'Ordine dei Gesuiti, di cui Maria Teresa incamerò i beni per il proprio Stato, fu promotore degli Ordini Cavallereschi, tra i quali spiccavano anche l'Ordine militare di Maria Teresa e l'Ordine di Carlo III (quest'ultimo spagnolo) e si fece promotore ortodosso e austero dell'unità della Chiesa e della conoscenza: Clemente XIV compose "la storia dell'Ordine Benedettino e diresse l'edizione faticosa dei libri liturgici della Chiesa Orientale;[..] fu consultore del Sant'Offizio in Roma".
A tre mesi dalla sua elezione, il pontificato ebbe inizio con la Decet Quam Maxime, la sua prima enciclica, che richiamava i chierici al Concilio di Trento, in particolare rispetto a episodi di simonia. Negli stessi anni, l'imperatrice d'Austria concluse l'edificazione della biblioteca benedettina di Admont.

#### Rapporti con i Gesuiti
Il rapporto tra Maria Teresa e la Compagnia di Gesù fu assai complesso: infatti i membri dell'ordine erano stati educatori e confessori della regina sin da prima della sua ascesa al trono, istitutori del principe ereditario e personaggi influenti nella vita ecclesiastica e politica del paese.
I gesuiti rimasero un ordine particolarmente potente durante la prima parte del regno di Maria Teresa; tuttavia in seguito i ministri dell'imperatrice riuscirono a convincerla del fatto che i gesuiti sarebbero potuti diventare un pericolo per l'autorità monarchica; non senza esitazioni, Maria Teresa decise di rimuoverli dagli incarichi pubblici, poi li esiliò.

#### Ebrei e protestanti

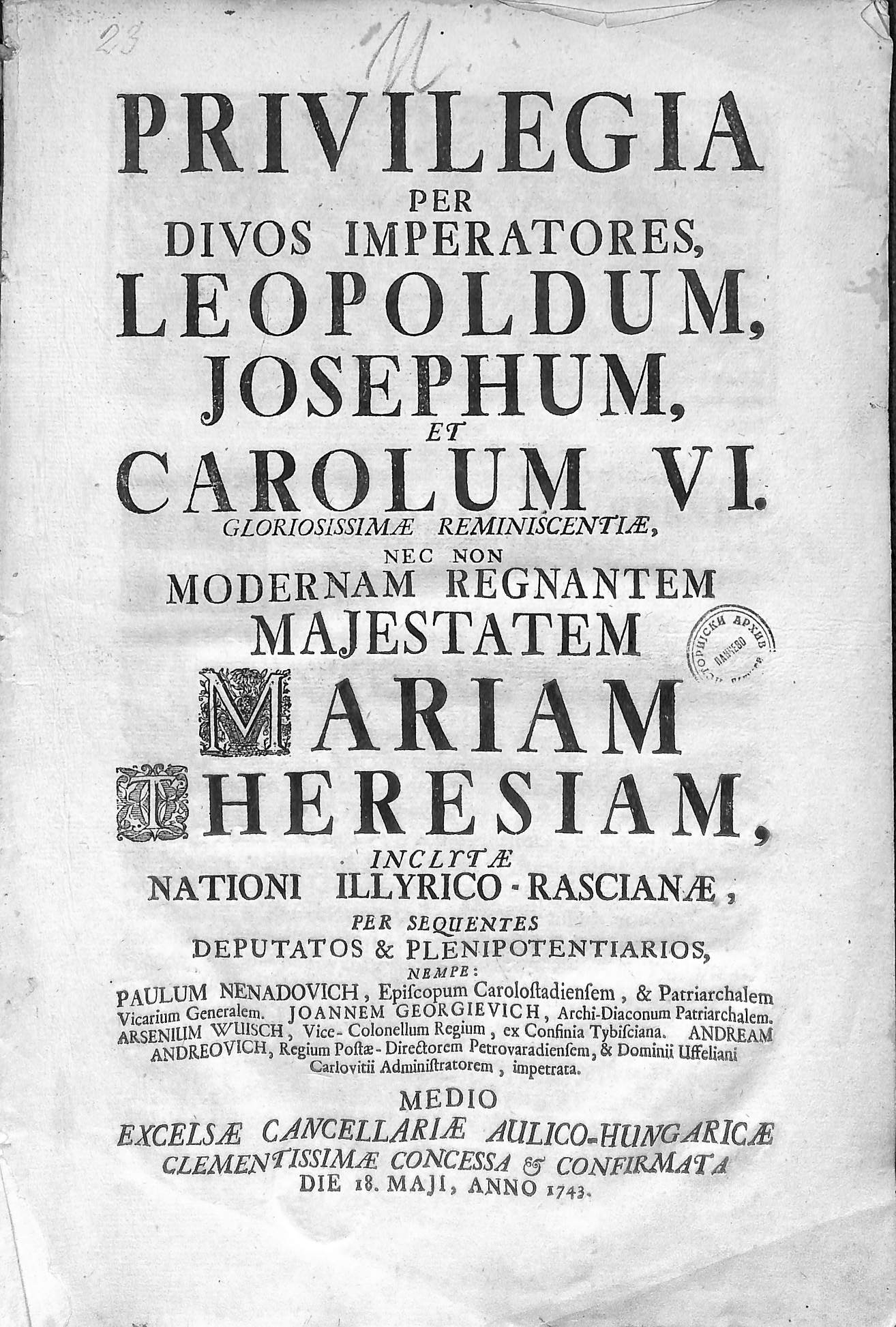
La conferma dei privilegi del popolo serbo, sottoscritta da Maria Teresa e pubblicata il 18 maggio 1743

Anche se alla fine rinunciò a cercare di convertire i suoi sudditi non cattolici al cattolicesimo romano, Maria Teresa considerò sia gli ebrei sia i protestanti come pericolosi per lo Stato e cercò attivamente di espellerli.
Maria Teresa, infatti, aveva fortissimi pregiudizi antigiudaici, affermando che fossero una vera e propria piaga a causa della loro attività bancaria e che pertanto dovessero essere evitati ed espulsi. Nel 1777 l'imperatrice scriveva: "So che non vi è piaga più grande di questa razza, la quale coi propri inganni, usura e avarizia sta portando i miei sudditi alla miseria. Pertanto per quanto possibile gli ebrei devono essere evitati e tenuti lontano dalle mie genti". Per compromettere gli affari degli ebrei a Vienna, accettò persino la presenza del noto finanziere e uomo d'affari protestante Johann Fries (svizzero per nascita), cercando nel contempo di imporre alle comunità giudaiche forti tassazioni.
Nel dicembre del 1744, Maria Teresa ordinò ai suoi ministri di espellere gli ebrei dall'Austria e dalla Boemia entro il mese successivo; la sua idea iniziale era di deportare l'intera comunità ebraica dell'impero dal 1º gennaio, ma su consiglio dei suoi ministri che calcolarono che questo avrebbe potuto dire muovere 50 000 persone, prorogò la tempistica sino al giugno del 1745. L'ordine di espulsione degli ebrei dovette essere rivisto nel 1748 su pressione degli altri paesi, tra cui in particolare la Gran Bretagna dove si erano riversate le principali comunità austriache. A Maria Teresa invece riuscì la deportazione di 20 000 ebrei da Praga con l'accusa di essere stati infedeli all'epoca dell'occupazione franco-bavarese durante la guerra di successione austriaca. L'ordine venne poi esteso a tutti gli ebrei della Boemia e a tutte le comunità delle principali città della Moravia.
Contemporaneamente, fece trasferire la popolazione protestante dall'Austria (nella sola Alta Austria erano 2 600) alla Transilvania, ma preferì abbandonare l'idea di trasferire "in massa" i protestanti perché questo avrebbe avuto troppe complicazioni a livello pratico, demografico ed economico.
Solo nel 1777, dopo che il figlio, Giuseppe, aveva minacciato di abdicare in protesta alle decisioni della madre, Maria Teresa rinunziò alla politica di conversione delle minoranze religiose e acconsentì che la popolazione non cattolica potesse svolgere i riti religiosi in forma privata. Ciò nonostante, il figlio Giuseppe considerava la politica religiosa della madre come "ingiusta, empia, impossibile, dannosa e ridicola".
Infine, nell'ultimo decennio del regno, influenzata dal figlio e da un cortigiano ebreo Abraham Mendel Theben, Maria Teresa ammorbidì le proprie posizioni antigiudaiche: nel 1762, proibì il battesimo forzato di bambini ebrei, l'anno seguente impose al clero di cessare ogni esazione patrimoniale a carico degli ebrei, nel 1764 ordinò che fossero rilasciati gli ebrei ingiustamente accusati nel villaggio di Orkuta; infine, sostenne l'attività commerciale e industriale ebraica.

#### Gli ortodossi
Le politiche del governo di Maria Teresa verso gli ortodossi furono contraddistinte da un certo interesse particolare, non solo per la particolare e complessa situazione religiosa nelle regioni orientali della monarchia asburgica, abitate da cristiani ortodossi come serbi e rumeni, ma anche per le aspirazioni politiche della corte asburgica per le terre vicine del sudest europeo, ancora sottomesse a un ormai decadente Impero ottomano, ma abitate appunto da una popolazione a maggioranza di fede ortodossa.
Maria Teresa riconfermò (1743) e continuò a sostenere gli antichi privilegi concessi ai suoi sudditi di fede ortodossa concessi a suo tempo dai suoi predecessori (Leopoldo I, Giuseppe I e Carlo VI), ma nel contempo propose nuove riforme, ad esempio stabilendo un più stretto controllo statale sul metropolitanato di Karlovci. Queste riforme vennero avviate tramite delle patenti regie note come Regulamentum privilegiorum (1770) e Regulamentum Illyricae Nationis (1777), e concluse nel 1779 dalla pubblicazione della Declaratoria della nazione illirica, un documento onnicomprensivo che regolava i principali aspetti della vita religiosa degli ortodossi sudditi del metropolitanato di Karlovci. Quest'ultimo atto di Maria Teresa rimase in uso sino al 1868.

## Giudizio storico
L'arciduchessa aveva ereditato uno Stato in crisi per fallimenti diplomatici e sconfitte militari, ormai prossimo al declino. Dopo quarant'anni di regno, lasciò al figlio Giuseppe, primo degli Asburgo-Lorena, uno Stato rivitalizzato e dotato di un efficiente sistema militare, economico e amministrativo. L'acquisizione del Regno di Galizia e Lodomiria e i privilegi concessi alla nobiltà ungherese tuttavia ne accentuarono il carattere multinazionale e, di contro, l'introduzione dell'obbligo scolastico come mezzo di diffusione della cultura tedesca innescò, come reazione, anche la rinascita della cultura ceca e il risveglio di vari nazionalismi.
Maria Teresa comprese nella sua vita l'importanza del suo personaggio pubblico e fu in grado di ottenere stima e affetto da parte dei suoi sudditi. Il suo governo è stato giudicato dagli storici come un successo senza precedenti, in particolare se paragonato a quello dei suoi predecessori. Le sue riforme trasformarono significativamente il Sacro Romano Impero e l'Austria soprattutto in uno Stato moderno, con un ruolo internazionale significativo. Centralizzò e modernizzò tutte le istituzioni e il suo regno è considerato come l'inizio dell'era dell'"assolutismo illuminato" in Austria con un nuovo modo di concepire il governo: le misure prese dal sovrano divennero più moderne e razionali, nell'interesse di tutto il popolo.

## Vita privata e familiare

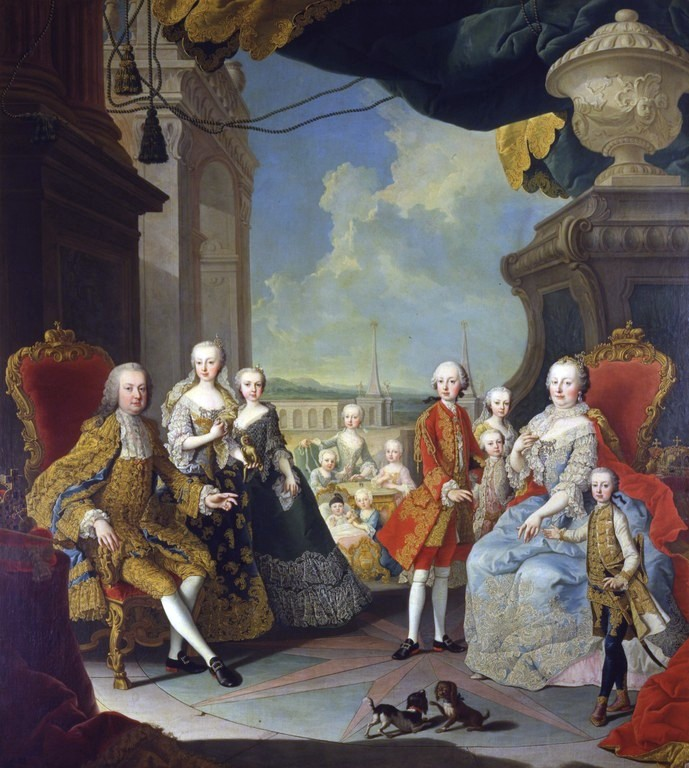
Martin van Meytens, La famiglia imperiale, olio su tela, 1754, Palazzo di Schönbrunn, Vienna

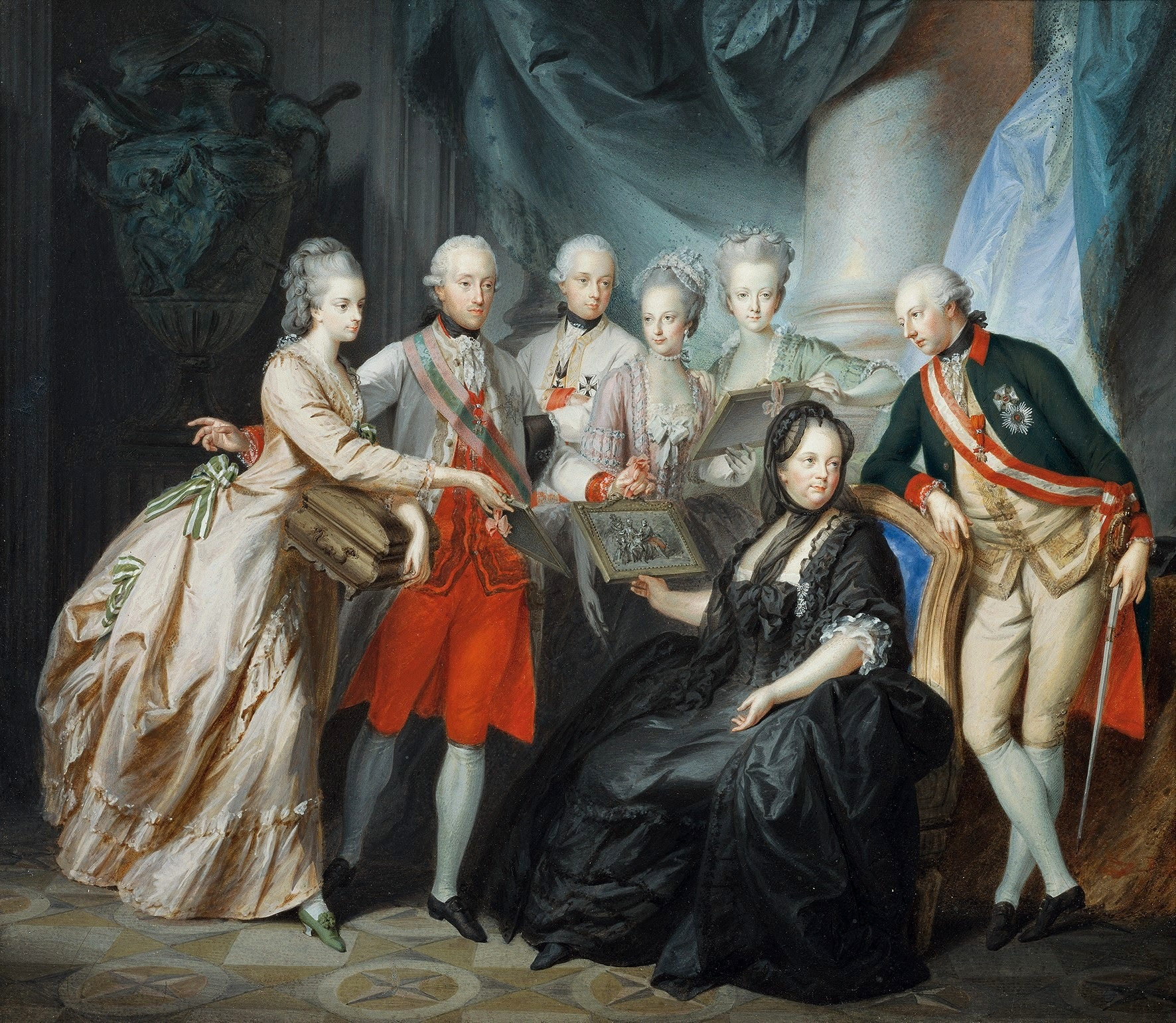
Heinrich Friedrich Füger, Maria Teresa vedova, coi suoi figli, olio su tela, 1776, Castello del Belvedere, Vienna

Nel corso di venti anni, Maria Teresa dette alla luce sedici figli, di cui tredici sopravvissero all'infanzia. Dopo un anno di matrimonio, nacque l'arciduchessa Maria Elisabetta d'Asburgo-Lorena (morta appena a tre anni), poi Maria Anna e Maria Carolina, che morì ad appena 1 anno di età. Finalmente, nel corso della guerra di successione austriaca, nel momento più critico per la sopravvivenza della dinastia, nacque il sospirato erede maschio, Giuseppe. Nel corso del conflitto, nacque anche Maria Cristina (la figlia prediletta), venuta alla luce il giorno del venticinquesimo compleanno della regina, poi Maria Elisabetta, l'arciduca Carlo, Maria Amalia, Leopoldo e ancora Maria Carolina nata morta il 17 settembre 1748.
Cinque bambini nacquero durante la pace tra la guerra di successione austriaca e la guerra dei sette anni: Maria Giovanna, Maria Giuseppina, Maria Carolina, Ferdinando e Maria Antonia. L'ultimo figlio, Massimiliano Francesco, nacque nel corso della guerra dei sette anni. Maria Teresa affermava che se non fosse stata sempre impegnata con le gravidanze, avrebbe partecipato direttamente nelle battaglie.
Nel 1750 morì la madre, l'imperatrice vedova Elisabetta Cristina, seguita quattro anni dopo dalla governante, Karoline von Fuchs-Mollard, che, per ordine espresso di Maria Teresa, fu seppellita insieme ai membri della famiglia imperiale in segno di gratitudine per il servizio che aveva svolto.
Con i figli, Maria Teresa fu estremamente devota e affettuosa ma spesso ne sacrificò la felicità personale in vantaggiosi matrimoni dinastici e, anche quando furono accasati, non mancava di inviare lettere settimanali per recare loro consigli e critiche: spesso accusò Leopoldo di freddezza, Maria Carolina di occuparsi troppo di questioni politiche, Ferdinando di disporre di scarse doti di amministratore, Maria Amalia per la superbia e infine Maria Antonietta che, anche dopo il matrimonio con Luigi, Delfino di Francia, ricevette lunghe lettere di critica in merito ai passatempi frivoli e oziosi e per la mancanza di un erede.
La sua vita familiare fu influenzata non solo dalla morte del marito, nel 1765, ma anche dalla morte della figlia Maria Giuseppina: infatti, nel maggio del 1767, morì di vaiolo la nuora, moglie dell'imperatore Giuseppe. Alla morte della donna, chiese alla figlia Maria Giuseppina di seguirla per una preghiera davanti alla tomba, non sigillata, della defunta; dopo pochi giorni, Maria Giuseppina iniziò a mostrare i sintomi del vaiolo e presto morì. Per Maria Teresa fu una perdita durissima poiché per tutta la vita ritenne che la figlia avesse preso il vaiolo nel corso della preghiera che lei stessa le aveva imposto (in realtà oggi si può affermare, considerando il periodo di incubazione del virus, che l'arciduchessa fu molto probabilmente infettata alcune settimane prima della visita alla tomba).

## Discendenza

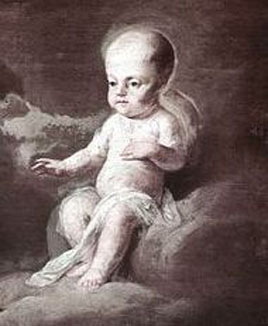
Ritratto postumo dell'arciduchessa Maria Carolina d'Asburgo-Lorena da un dipinto murale di Franz Anton Maulbertsch (dettaglio) alla Hofburg di Innsbruck

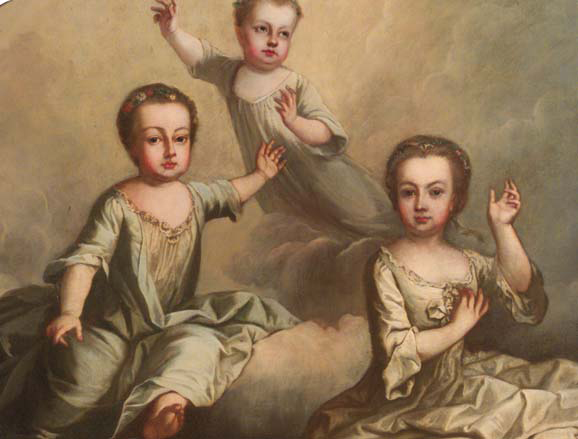
Maria Carolina al centro, con le sorelle Maria Elisabetta (a destra) e Maria Carolina (a sinistra), tutte morte nell'infanzia, dipinto di Martin van Meytens

Francesco Stefano e Maria Teresa ebbero sedici figli, dei quali raggiunsero l'età adulta quattro maschi e sei femmine.
- Maria Elisabetta (1737 -1740), erede presunta di Maria Teresa, morì di vaiolo.
- Maria Anna (1738-1789), erede presunta di Maria Teresa tra il 1740 e il 1741, divenne badessa a Praga poiché da ragazza la sua salute cagionevole non consentiva di prospettare un matrimonio. Tuttavia finché la madre fu viva visse sempre a corte.
- Maria Carolina Ernestina Antonia Giovanna Giuseppina (1740 -1741), morta per convulsioni. Nata il 12 gennaio 1740, poco dopo il suo primo compleanno, il 24 gennaio, Maria Carolina s'ammalò gravemente; morì intorno a mezzogiorno del giorno seguente. Si pensò che la causa della morte fossero le convulsioni, ma oggi si può ritenere che si trattò probabilmente di una forma di tetania o vaiolo. Il cadavere della piccola venne sottoposto ad autopsia, ma non si riuscì a dare alcuna spiegazione alla morte. Maria Carolina venne sepolta nella Cripta Imperiale di Vienna, più esattamente nella cripta di Maria Teresa.
- Giuseppe II (1741-1790), Imperatore del Sacro Romano Impero dal 1765; arciduca d'Austria, re d'Ungheria e re di Boemia dal 1780; sposò l'Infanta Isabella di Borbone-Parma (1741-1763), da cui ebbe due figlie che non sopravvissero all'infanzia. Isabella morì di vaiolo dopo il secondo parto, e in seguito Giuseppe si risposò con la principessa Maria Giuseppa di Baviera (1739-1767), sua cugina di secondo grado, che non gli diede discendenza.
- Maria Cristina (1742-1798), sposò il principe Alberto di Sassonia-Teschen (1738-1822) e divenne Duchessa di Teschen, ma ebbero una sola figlia morta in fasce.
- Maria Elisabetta (1743-1808), era considerata la più bella tra tutte le figlie di Maria Teresa, ma quando stava per sposare re Luigi XV di Francia, rimasto vedovo, venne sfigurata dal vaiolo e rimase nubile: divenne badessa a Innsbruck ma visse sempre a corte accanto alla madre.
- Carlo Giuseppe (1745-1761), morì adolescente di vaiolo; si dice che abbia amaramente detto che la sua scomparsa risolveva molti problemi alla dinastia: infatti, intelligente e ambizioso com'era, non si sarebbe rassegnato alla parte di figlio cadetto[senza fonte].
- Maria Amalia (1746-1806), sposò il principe Ferdinando I di Parma (1751-1802) e divenne Duchessa di Parma, Piacenza e Guastalla; ebbero sedici figli. Amalia fu la figlia più ribelle di Maria Teresa, ed era anche quella che aveva i rapporti peggiori con la madre. All'inizio sostenitrice del dispotismo illuminato, lo abbandonò per sempre dopo la morte della sorella Maria Antonietta e da allora portò il lutto per tutta la vita.
- Leopoldo II (1747-1792), Granduca di Toscana dal 1765 col nome di Pietro Leopoldo, abdicò nel 1790 per diventare Imperatore del Sacro Romano Impero; arciduca d'Austria, re d'Ungheria e re di Boemia dal 1790; sposò l'Infanta Maria Luisa di Borbone-Spagna (1745-1792); ebbero sedici figli.
- Maria Carolina Carlotta Giuseppa Giovanna Amalia (1748), morì alla nascita. Nacque nel castello di Schönbrunn, nell'Arciducato d'Austria, il 17 settembre 1748, alle 19:00: la bambina era nata podalica e prematura e aveva parti del corpo deformi, faticava a respirare e subito venne battezzata con urgenza. Verso le 21:00 la bimba, scossa da violente convulsioni e dalla mancanza di respiro, morì. Venne sepolta nella Cripta Imperiale di Vienna.[120]
- Maria Giovanna Gabriella (1750-1762), fu fidanzata con il re Ferdinando I delle Due Sicilie (1751-1825), ma morì di vaiolo a dodici anni.
- Maria Giuseppina (1751-1767), fu fidanzata con Ferdinando I delle Due Sicilie (1751-1825), sostituendo la sorella maggiore Maria Giovanna, morta di vaiolo, morì anch'ella della stessa malattia cinque anni dopo, prima che potesse partire per Napoli e sposarlo.
- Maria Carolina (1752-1814), sposò il re Ferdinando I delle Due Sicilie (1751-1825) e divenne Regina di Napoli e di Sicilia; ebbero diciotto figli. Di carattere impulsivo e dominante, era colei che più somigliava alla madre tra tutti i suoi figli. Si tenne in contatto con le sorelle Maria Amalia e Maria Antonia, dato che le tre sorelle infatti erano in ottimi rapporti. All'inizio sostenitrice del dispotismo illuminato come la madre e i fratelli, lo abbandonò per sempre dopo l'esecuzione di Maria Antonietta.
- Ferdinando Carlo Antonio (1754-1806), Duca di Brisgovia dal 1803; sposò Maria Beatrice d'Este, duchessa di Massa e principessa di Carrara, signora di Lunigiana; ebbero dieci figli (Austria-Este).
- Maria Antonia (1755-1793), sposò Luigi XVI di Francia, dal quale ebbe quattro figli, e divenne Regina di Francia e di Navarra con il nome di Maria Antonietta. Rimase in contatto solo con le sorelle Amalia e Carolina, dopo la morte di sua madre. Fu l'unica a non seguire mai le idee riformiste della madre e dei fratelli, diventando quindi un simbolo del dispotismo tout court e ostinata roccaforte dell'ancien régime fino alla morte sulla ghigliottina durante la rivoluzione francese.
- Massimiliano Francesco (1756-1801), Arcivescovo-elettore di Colonia dal 1784; destinato a una carriera militare, dovette rinunciare a causa di una caduta da un cavallo che gli procurò delle lesioni permanenti a una gamba, decidendo quindi di dedicare il resto della sua vita a Dio.

## Ascendenza
|                                               |                                          |                                                              | Genitori                                          |  |  | Nonni |  |  | Bisnonni                 |  |  | Trisnonni               |  |
|                                               |                                          |                                                              |                                                   |  |  |       |  |  | Ferdinando III d'Asburgo |  |  | Ferdinando II d'Asburgo |  |
|                                               |                                          |                                                              |                                                   |  |  |       |  |  | Ferdinando III d'Asburgo |  |  | Ferdinando II d'Asburgo |  |
|                                               |                                          | Maria Anna di Baviera                                        |                                                   |  |  |       |  |  | Ferdinando III d'Asburgo |  |  |                         |  |
| Leopoldo I d'Asburgo                          |                                          |                                                              |                                                   |  |  |       |  |  | Ferdinando III d'Asburgo |  |  |                         |  |
|                                               |                                          | Maria Anna d'Asburgo                                         | Filippo III di Spagna                             |  |  |       |  |  |                          |  |  |                         |  |
|                                               |                                          | Maria Anna d'Asburgo                                         | Filippo III di Spagna                             |  |  |       |  |  |                          |  |  |                         |  |
|                                               |                                          | Maria Anna d'Asburgo                                         | Margherita d'Austria-Stiria                       |  |  |       |  |  |                          |  |  |                         |  |
| Carlo VI d'Asburgo                            |                                          | Maria Anna d'Asburgo                                         |                                                   |  |  |       |  |  |                          |  |  |                         |  |
|                                               |                                          | Filippo Guglielmo del Palatinato                             | Volfango Guglielmo del Palatinato-Neuburg         |  |  |       |  |  |                          |  |  |                         |  |
|                                               |                                          | Filippo Guglielmo del Palatinato                             | Volfango Guglielmo del Palatinato-Neuburg         |  |  |       |  |  |                          |  |  |                         |  |
|                                               |                                          | Filippo Guglielmo del Palatinato                             | Maddalena di Baviera                              |  |  |       |  |  |                          |  |  |                         |  |
| Eleonora del Palatinato-Neuburg               |                                          | Filippo Guglielmo del Palatinato                             |                                                   |  |  |       |  |  |                          |  |  |                         |  |
|                                               |                                          | Elisabetta Amalia d'Assia-Darmstadt                          | Giorgio II d'Assia-Darmstadt                      |  |  |       |  |  |                          |  |  |                         |  |
|                                               |                                          | Elisabetta Amalia d'Assia-Darmstadt                          | Giorgio II d'Assia-Darmstadt                      |  |  |       |  |  |                          |  |  |                         |  |
|                                               |                                          | Elisabetta Amalia d'Assia-Darmstadt                          | Sofia Eleonora di Sassonia                        |  |  |       |  |  |                          |  |  |                         |  |
| Maria Teresa                                  |                                          | Elisabetta Amalia d'Assia-Darmstadt                          |                                                   |  |  |       |  |  |                          |  |  |                         |  |
|                                               | Antonio Ulrico di Brunswick-Wolfenbüttel | Augusto di Brunswick-Lüneburg                                |                                                   |  |  |       |  |  |                          |  |  |                         |  |
|                                               | Antonio Ulrico di Brunswick-Wolfenbüttel | Augusto di Brunswick-Lüneburg                                |                                                   |  |  |       |  |  |                          |  |  |                         |  |
|                                               | Antonio Ulrico di Brunswick-Wolfenbüttel | Dorotea di Anhalt-Zerbst                                     |                                                   |  |  |       |  |  |                          |  |  |                         |  |
| Luigi Rodolfo di Brunswick-Lüneburg           | Antonio Ulrico di Brunswick-Wolfenbüttel |                                                              |                                                   |  |  |       |  |  |                          |  |  |                         |  |
|                                               |                                          | Elisabetta Giuliana di Schleswig-Holstein-Sonderburg-Norburg | Federico di Schleswig-Holstein-Sonderburg-Norburg |  |  |       |  |  |                          |  |  |                         |  |
|                                               |                                          | Elisabetta Giuliana di Schleswig-Holstein-Sonderburg-Norburg | Federico di Schleswig-Holstein-Sonderburg-Norburg |  |  |       |  |  |                          |  |  |                         |  |
|                                               |                                          | Elisabetta Giuliana di Schleswig-Holstein-Sonderburg-Norburg | Eleonora di Anhalt-Zerbst                         |  |  |       |  |  |                          |  |  |                         |  |
| Elisabetta Cristina di Brunswick-Wolfenbüttel |                                          | Elisabetta Giuliana di Schleswig-Holstein-Sonderburg-Norburg |                                                   |  |  |       |  |  |                          |  |  |                         |  |
|                                               |                                          | Alberto Ernesto I di Oettingen-Oettingen                     | Gioacchino Ernesto di Oettingen-Oettingen         |  |  |       |  |  |                          |  |  |                         |  |
|                                               |                                          | Alberto Ernesto I di Oettingen-Oettingen                     | Gioacchino Ernesto di Oettingen-Oettingen         |  |  |       |  |  |                          |  |  |                         |  |
|                                               |                                          | Alberto Ernesto I di Oettingen-Oettingen                     | Anna Dorotea di Hohenlohe-Neuenstein              |  |  |       |  |  |                          |  |  |                         |  |
| Cristina Luisa di Oettingen-Oettingen         |                                          | Alberto Ernesto I di Oettingen-Oettingen                     |                                                   |  |  |       |  |  |                          |  |  |                         |  |
|                                               |                                          | Cristina Federica di Württemberg                             | Eberardo III di Württemberg                       |  |  |       |  |  |                          |  |  |                         |  |
|                                               |                                          | Cristina Federica di Württemberg                             | Eberardo III di Württemberg                       |  |  |       |  |  |                          |  |  |                         |  |
|                                               |                                          | Cristina Federica di Württemberg                             | Anna Caterina Dorotea di Salm-Kyrburg             |  |  |       |  |  |                          |  |  |                         |  |
|                                               |                                          | Cristina Federica di Württemberg                             |                                                   |  |  |       |  |  |                          |  |  |                         |  |

## Nella cultura di massa

### Filmografia
- Maria Theresia, regia di Emil E. Reinert (1951)[121]
- Maria Theresia, regia di Kurt Junek - film TV (1980)[122]
- Maria Teresa, regia di Robert Dornhelm - miniserie televisiva (2017)[123][124]

### Esplicative
1. ↑  Formalmente Maria Teresa ebbe il titolo di Rex al maschile in quanto la monarchia magiara non riconosceva la successione femminile al trono.
2. ↑  Formalmente Maria Teresa fu soltanto l'imperatrice consorte, così come lo erano state sua madre e tutte le sue antenate. Nella pratica, in realtà, fu lei a gestire le redini del comando, non solo dei domini ereditari asburgici, di cui era l'autonoma sovrana riconosciuta, ma anche dell'impero. Le corti e le cancellerie estere si riferivano spesso a lei con il titolo congiunto di “Imperatrice regina”. Si vedano ad esempio le pubblicazioni ufficiali dopo la sua morte: Funerali in morte dell'augusta imperatrice regina Maria Teresa d'Austria, madre della Maestà della nostra regina celebrati nella real chiesa di S. Lorenzo dall'eccellentissima e fedelissima città di Napoli, nel dì 15 di gennajo 1781 (Napoli, 1781), il primo in quanto consorte dell'imperatore, il secondo in quanto regina regnante di due Stati (Boemia e Ungheria).
3. ↑  Da sinistra a destra in primo piano: l'imperatore (45 anni) e Maria Anna (16 anni) e Maria Cristina (12 anni); l'imperatrice (37 anni) con Giuseppe (13 anni), Carlo (9 anni), Leopoldo II (7 anni) e Maria Elisabetta (11 anni); In secondo piano: Maria Amalia (8 anni), Giovanna Gabriella (4 anni), Maria Giuseppina (3 anni) e Maria Carolina (2 anni) che attorniano il piccolo Ferdinando ancora nella culla.
Maria Antonietta nascerà l'anno seguente e più tardi ancora nascerà Massimiliano Francesco che pertanto non compaiono in questo ritratto di famiglia.

### Bibliografiche
1. ↑  Regnante su Guastalla a partire dal 15 agosto 1746
2. ↑  Franz Herre, Maria Teresa. Il destino di una sovrana, Milano, Mondadori, 2000, p. 352.
3. ↑  Attribuito a Franz Schachinger.
4. ↑  Morris, pp. 21-22.
5. ↑  Crankshaw, p. 17.
6. ↑  Mahan, pp. 5-6.
7. ↑  Morris, p. 8.
8. ↑  Mahan, pp. 11-12.
9. ↑  Ingrao, p. 129.
10. ↑  Crankshaw, p. 24.
11. ↑  Jones, p. 89.
12. ↑  Ingrao, p. 128.
13. ↑  Mahan, p. 228.
14. ↑  Beales, p. 21.
15. ↑  Morris, p. 22.
16. ↑  Crankshaw, pp. 19-21.
17. ↑  Spielman, p. 206.
18. ↑  Crankshaw, p. 20.
19. 1 2  Browning, p. 37.
20. ↑  Morris, p. 28.
21. ↑  Mahan, pp. 24-25.
22. ↑  Crankshaw, p. 22.
23. ↑  Mahan, p. 26.
24. ↑  Morris, pp. 25-26.
25. ↑  Mahan, p. 27.
26. ↑  Mahan, p. 38.
27. ↑  Mahan, p. 261.
28. ↑  Mahan, p. 39.
29. ↑  Goldsmith, p. 55.
30. ↑  Morris, p. 85.
31. ↑  Goldsmith, pp. 171-172.
32. ↑  Mahan, pp. 261-262.
33. ↑  Crankshaw, p. 26.
34. ↑  Crankshaw, p. 3.
35. ↑  Roider, p. 22 e 103.
36. ↑  Beales, p. 24.
37. ↑  Browning, pp. 37-38.
38. ↑  Beales, p. 190.
39. ↑  Beales, p. 183.
40. ↑  Beales, pp. 188-189.
41. ↑  Roider, p. 8.
42. ↑  Morris, p. 47.
43. ↑  Crankshaw, p. 43.
44. ↑  Browning, p. 38.
45. ↑  Browning, pp. 43-44.
46. ↑  Holborn, p. 218.
47. ↑  J. A. Mahan, Maria Theresa of Austria, New York, 1932
48. ↑  Browning, p. 44.
49. ↑  Crankshaw, p. 56.
50. ↑  Browning, pp. 52-53.
51. ↑  Crankshaw, pp. 57-58.
52. ↑  Browning, pp. 66-67.
53. ↑  Crankshaw, pp. 75-77.
54. ↑  Mahan, p. 122.
55. ↑  Morris, p. 74.
56. ↑  Duffy, p. 151.
57. ↑  Browning, pp. 76-88.
58. ↑  Crankshaw, p. 93.
59. ↑  Browning, p. 114.
60. ↑  Crankshaw, p. 96.
61. ↑  Crankshaw, pp. 97-99.
62. ↑  Crankshaw, p. 100.
63. ↑  Crankshaw, p. 238.
64. ↑  Crankshaw, pp. 340-342.
65. ↑  Lever, pp. 255-257.
66. ↑  Crankshaw, p. 267.
67. ↑  Beales, p. 136.
68. ↑  Crankshaw, p. 271.
69. ↑  Kann, p. 157.
70. ↑  Beales, pp. 183-184.
71. ↑  Crankshaw, p. 285.
72. ↑  Ingrao, p. 195.
73. ↑  Mahan, p. 230 e 234.
74. ↑  Crankshaw, pp. 336-338.
75. ↑  Goldsmith, p. 272.
76. ↑  Mahan, p. 235.
77. ↑  N. Mitford, Fredericl the Great (online)
78. ↑  Crankshaw, p. 192.
79. ↑  Padoa Schioppa, p. 415.
80. ↑  Byrne, p. 38.
81. ↑  Crankshaw, pp. 195-196.
82. ↑  Padoa Schioppa, p. 414.
83. 1 2  Holborn, pp. 221-222.
84. ↑   Broda Barnes, Hypothyroidism: the unsuspected illness, HarperCollins, 1976, ISBN 0-690-01029-X..
85. ↑   Stephan Langer, Solved: The Riddle of Illness., McGraw-Hill, 2000, ISBN 0-658-00293-7..
86. ↑  Crankshaw, p. 310.
87. ↑  Beales, p. 158.
88. ↑  Hopkins, pp. 64-65.
89. ↑  Crankshaw, p. 195.
90. 1 2  Padoa Schioppa, p. 416.
91. ↑  Kann, p. 154 e 179.
92. ↑  Morris, pp. 92-93.
93. ↑  Senato della Repubblica, Legislatura 19ª, Aula, Resoconto stenografico della seduta n. 251 del 10/12/2024, intervento del senatore Pietro Patton.
94. ↑   Giuseppe Osti, Il trapasso dall'organizzazione scolastica asburgica a quella italiana (PDF), su agiati.it, Accademia Roveretana degli Agiati. URL consultato il 25 aprile 2018.
95. 1 2  Crankshaw, p. 308.
96. ↑  https://www.culture.si/en/National_and_University_Library
97. ↑   Robotpatent, in Encyclopædia Britannica. URL consultato il 28 novembre 2018.
98. ↑  Montanelli, pp. 491-494.
99. ↑  Montanelli, p. 494.
100. ↑  Montanelli, pp. 495-497.
101. ↑  Montanelli, pp. 497-499.
102. ↑  Montanelli, pp. 500-503.
103. ↑   I NOMI DELL’UNIVERSITÀ DI PAVIA (PDF), su cesup.unipv.it.
104. ↑  Montanelli, pp. 504-507.
105. ↑  Mahan, p. 251.
106. ↑  Saperstein, p. 449.
107. 1 2  Mahan, p. 254.
108. ↑   Cosimo Frediani, Lettere, bolle e discorsi di fra Lorenzo Ganganelli, su google.it/libri, 1849. URL consultato il 18 maggio 2018.
109. ↑   Decet Quam Maxime, su cathopedia.it (oldid n. 304696). URL consultato il 18 maggio 2018.
110. ↑  Beales, p. 14.
111. ↑  Saperstein, p. 447.
112. ↑  Holborn, p. 222.
113. ↑  Penslar, pp. 32-33.
114. ↑  (EN) David W. Del Testa, Florence Lemoine, John Strickland : Government leaders, military rulers, and political activists, Part 107 Greenwood Publishing Group, 2001, ISBN 1-57356-153-3, p. 107
115. ↑  Beales, p. 21 e 39.
116. ↑  Mahan, p. 22.
117. ↑  Mahan, p. 271.
118. ↑  Beales, p. 194.
119. ↑  Hopkins, p. 64.
120. ↑  Edgarda Ferri, Maria Teresa. Una donna al potere, Milano, Mondadori, 2008, ISBN 88-04-42449-4.
121. ↑  La regina è interpretata da Paula Wessely
122. ↑  Il ruolo principale di Maria Teresa è interpretato da Marianne Schönauer
123. ↑  Marie-Luise Stockinger, Stefanie Reinsperger e Ursula Strauss interpretano Maria Teresa.
124. ↑  (DE) "Maria Theresia" im Schloss Esterhazy, su burgenland.orf.at, 12 dicembre 2017. URL consultato il 27 luglio 2023.